# Gran Sasso
Il Gran Sasso d'Italia (o semplicemente Gran Sasso) è il massiccio montuoso più alto degli Appennini e dell'Italia peninsulare, situato interamente in Abruzzo, nella dorsale più orientale dell'Appennino abruzzese, al confine fra le province dell'Aquila, di Teramo e di Pescara.
Composto da diversi e adiacenti gruppi montuosi e compreso tra i Monti della Laga a nord-ovest (da questi separato dall'alta Valle del Vomano e la Strada statale 80 del Gran Sasso d'Italia che l'attraversa), il teramano a nord-est, la piana di Assergi e la Conca Aquilana a sud-ovest, la Piana di Navelli e la Valle del Tirino a sud, le gole di Popoli a sud-est, è un'area ambientale tutelata con l'istituzione del parco nazionale del Gran Sasso e Monti della Laga e su di esso ricadevano la comunità montana Gran Sasso e la comunità montana Campo Imperatore-Piana di Navelli.

## Geografia fisica

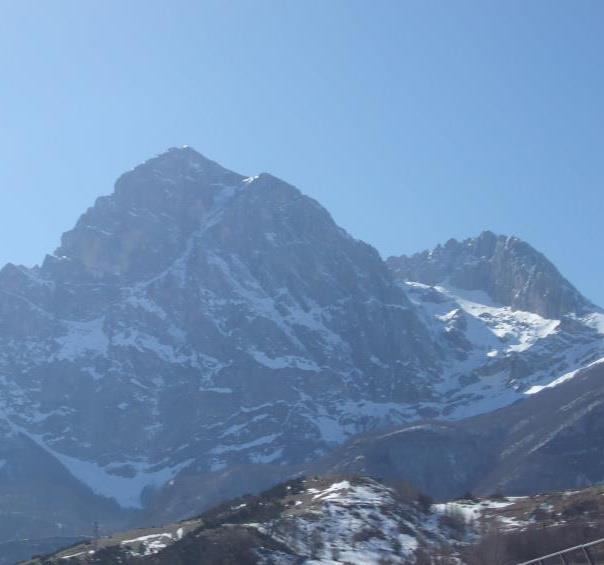
I due Corni in veste invernale (versante teramano)

### Territorio

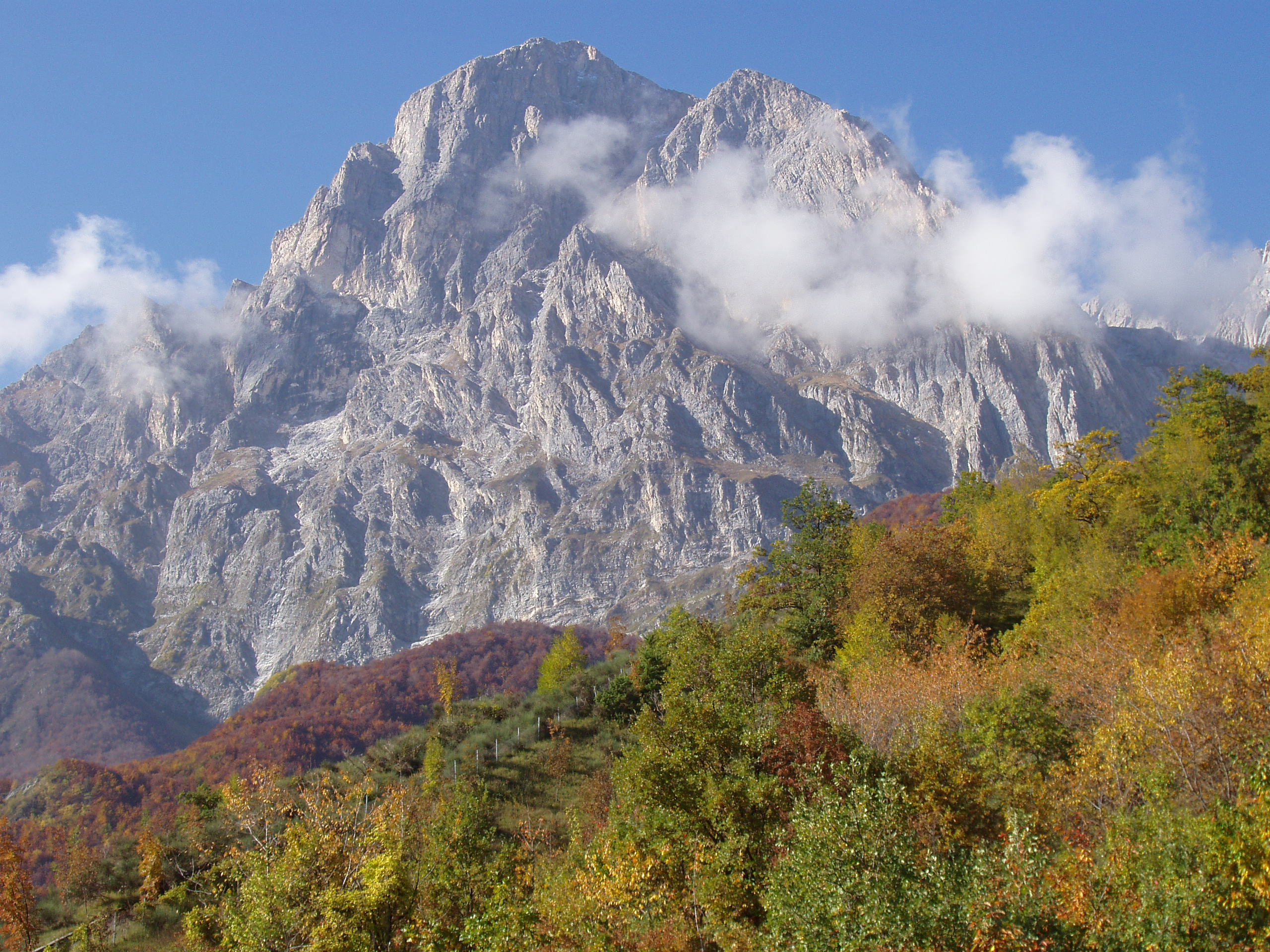
Vista del paretone del Corno Grande (versante teramano) prima della frana del 22 agosto 2006

Dai suoi punti più distanti, ovvero il Passo delle Capannelle a nord-ovest e le gole di Popoli a sud-est, il massiccio misura circa 50 km in lunghezza e 15 km in larghezza con un perimetro di circa 130 km; orientato da nord-ovest e a ovest a sud-est, come la grande maggioranza dei gruppi montuosi appenninici e preappenninici, ma con caratteristiche ben più aspre di alta montagna, fa parte della dorsale più orientale dell'Appennino abruzzese assieme alla Maiella più a sud e consta di due sottocatene principali parallele in senso longitudinale: la prima, più orientale e più aspra, si estende dal Monte Corvo (2.623 m; nord-ovest) al Vado di Sole (1.650 m; sud-est).
La sottocatena occidentale, meno elevata e aspra, si estende invece dal Passo delle Capannelle e dal Monte San Franco (2.132 m; nord-ovest) al Monte Capo di Serre (1.771 m; sud-est); al di là di questa zona centrale vi è un'ampia zona sud-orientale, chiamata dei "contrafforti occidentali,  caratterizzati da numerosi rilievi meno elevati: Monte Ruzza (1.643 m), Monte Camarda (1.384 m), Monte Bolza (1.904 m), Monte Cappucciata (1.802 m), Monte Picca (1.405 m) e molti altri, fino alle gole di Popoli. Le cime maggiori si trovano nella sottocatena settentrionale: il Corno Grande (che consta di quattro vette principali, l'Occidentale (2.914 m o, secondo altre fonti, 2.912 m), la maggiore, che è anche la vetta più alta di tutti gli Appennini, la Centrale (2.893 m), quella Orientale (2.903 m) e il Torrione Cambi (2.875 m) e il Corno Piccolo (2.655 m); incastonato dentro una conca e protetto dalle quattro vette che costituiscono il Corno Grande si trova il Ghiacciaio del Calderone, il secondo ghiacciaio più meridionale d'Europa.

### Geomorfologia
Alternativamente il massiccio può essere suddiviso in tre grandi aree latitudinali: la parte settentrionale dal Passo delle Capannelle al Monte Portella che raggruppa le cime maggiori, la parte centrale corrispondente all'altopiano di Campo Imperatore con le sue cime e la parte meridionale che degrada dolcemente da Campo Imperatore fino alla Valle del Tirino e all'Altopiano di Navelli con i suoi borghi montani; nel cuore del massiccio, tra le due sottocatene, è presente il vasto altopiano di Campo Imperatore e tra le cime maggiori la conca di Campo Pericoli, oltre che profonde valli che ridiscendono tra le suddette cime (Vallone delle Cornacchie, Valle dell'Inferno, Val Maone, Valle del Rio Arno, Valle del Venacquaro, Valle del Paradiso, Val Chiarino); da un punto di vista geomorfologico, il massiccio presenta scenari paesaggistici abbastanza diversi e unici nei due versanti: quello occidentale aquilano scosceso, ma prevalentemente erboso, e quello orientale teramano a maggior dislivello più aspro e roccioso. 
Complessivamente l'altitudine, la composizione delle rocce, il tipo di erosione a cui è stato soggetto, fanno del Gran Sasso la montagna appenninica più simile ai gruppi alpini dolomitici; data la sua elevazione, che la differenzia dalle altre catene appenniniche, il massiccio è ben visibile da tutti i principali gruppi montuosi dell'Appennino centrale e oltre, dal Monte Conero al Gargano e anche, nelle giornate particolarmente limpide, dai massicci montuosi della Dalmazia (Alpi Dinariche).

### Orografia

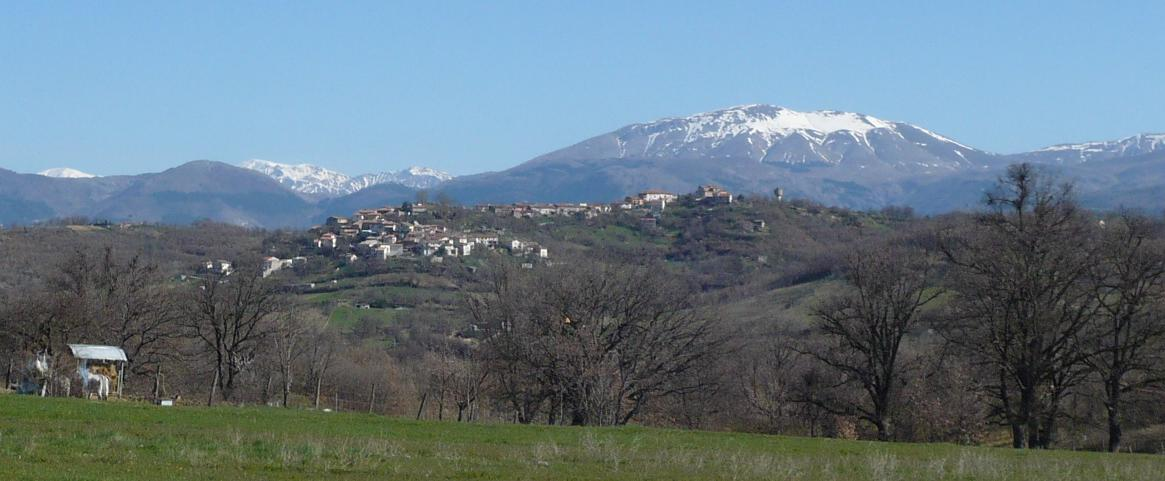
Monte San Franco dalla Conca Aquilana

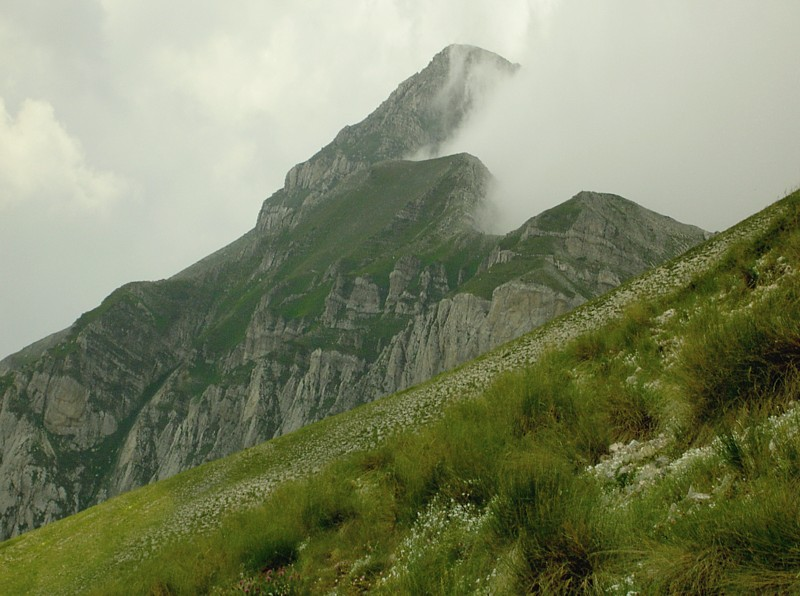
Pizzo Cefalone dai pendii del Monte Portella

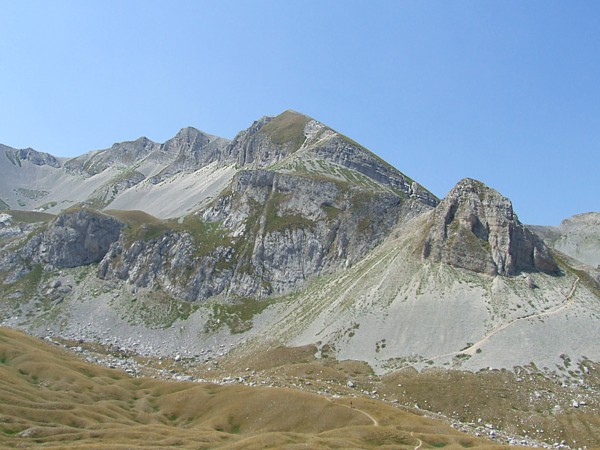
Monte Portella da Campo Pericoli

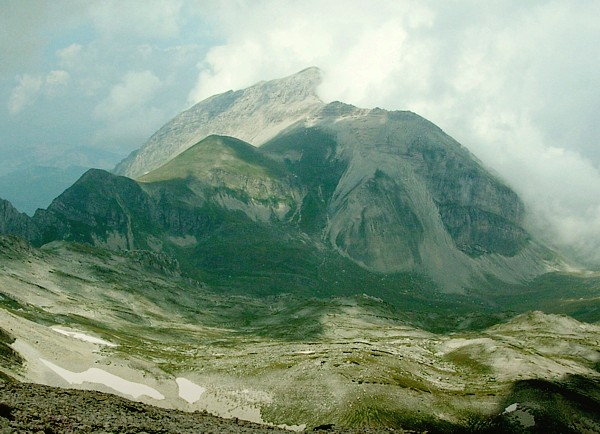
Monte Corvo dal Venacquaro

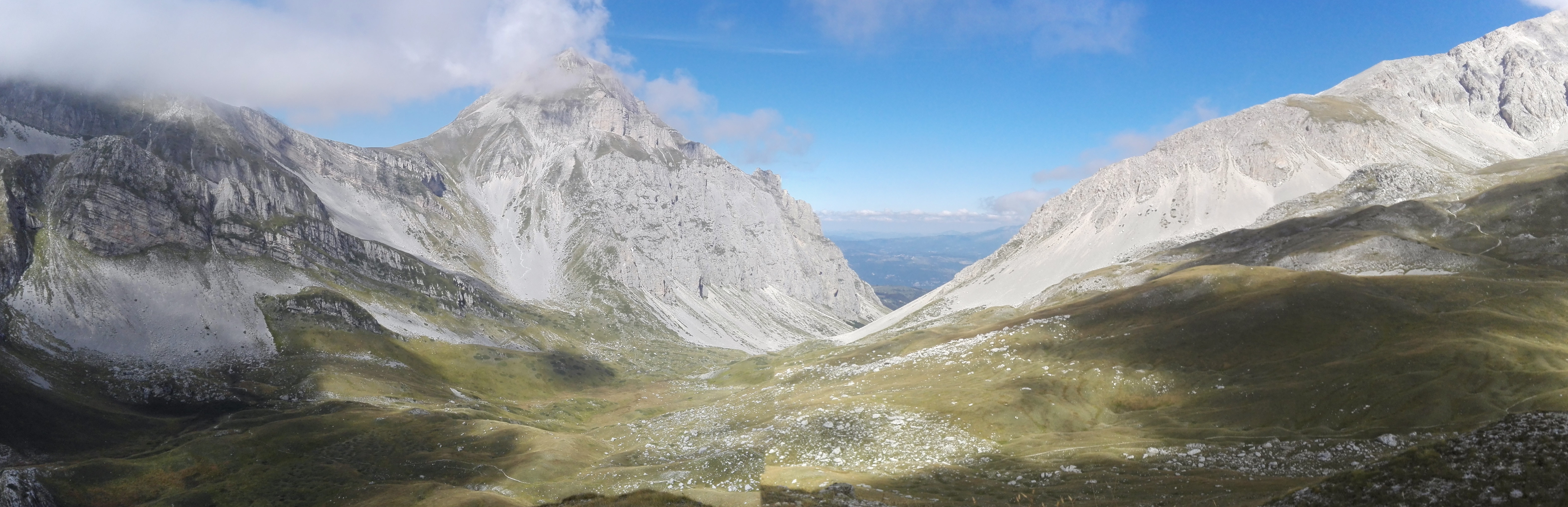
Pizzo d'Intermesoli

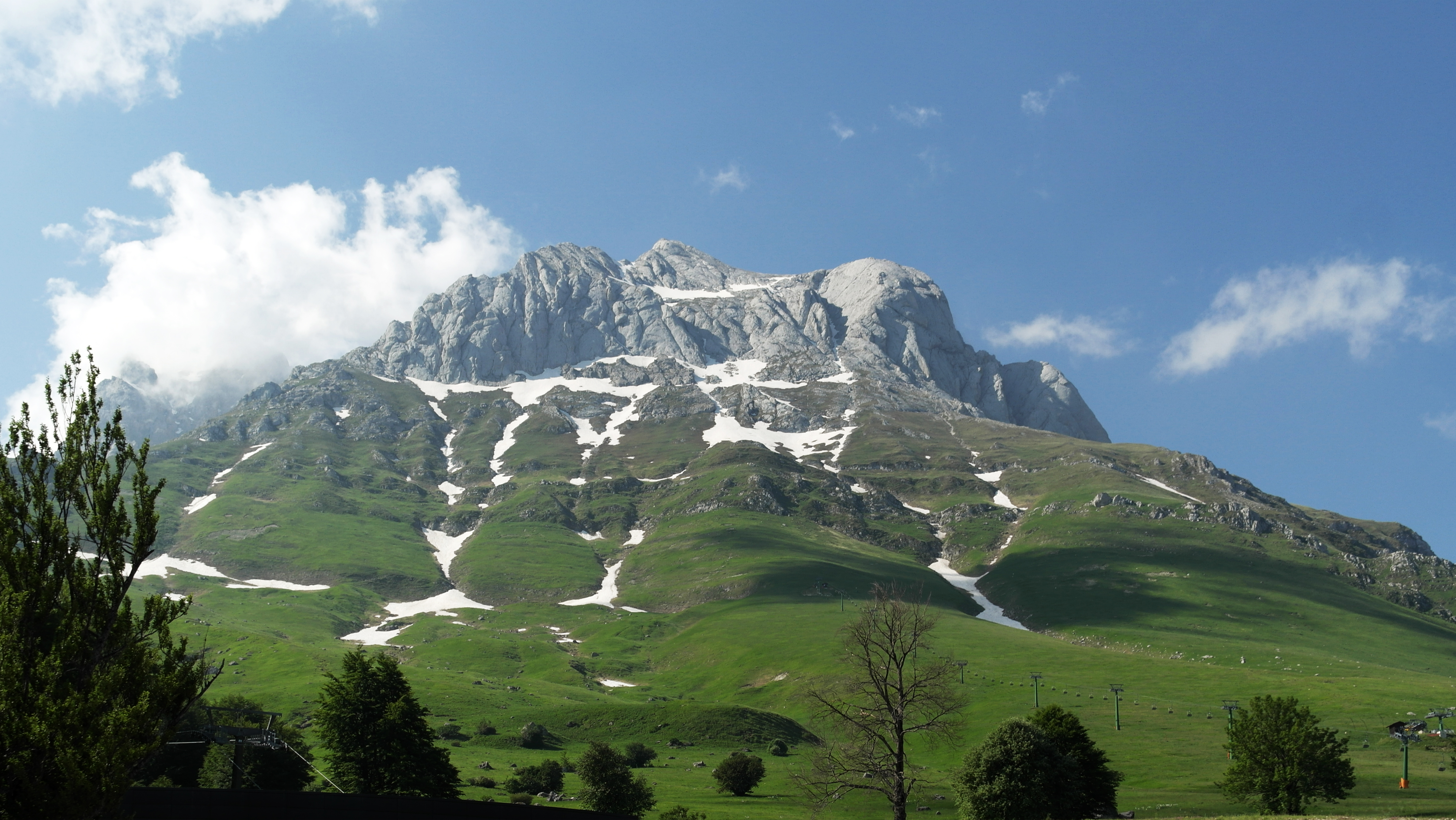
Corno Piccolo

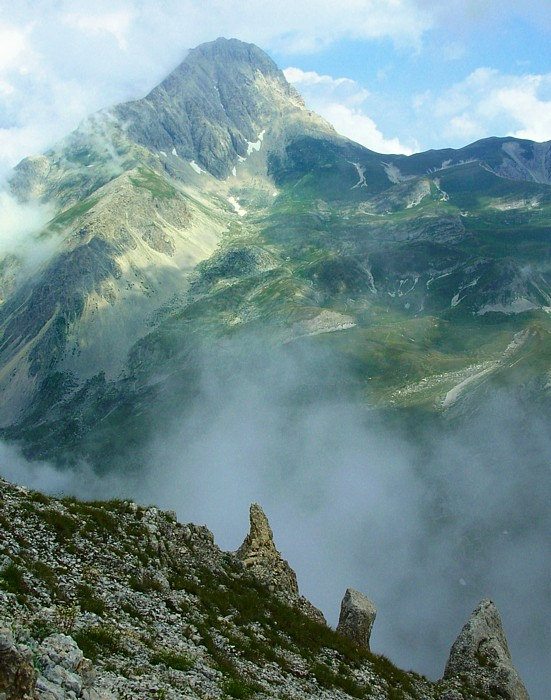
Corno Grande dalla Sella dei Grilli sopra Campo Pericoli

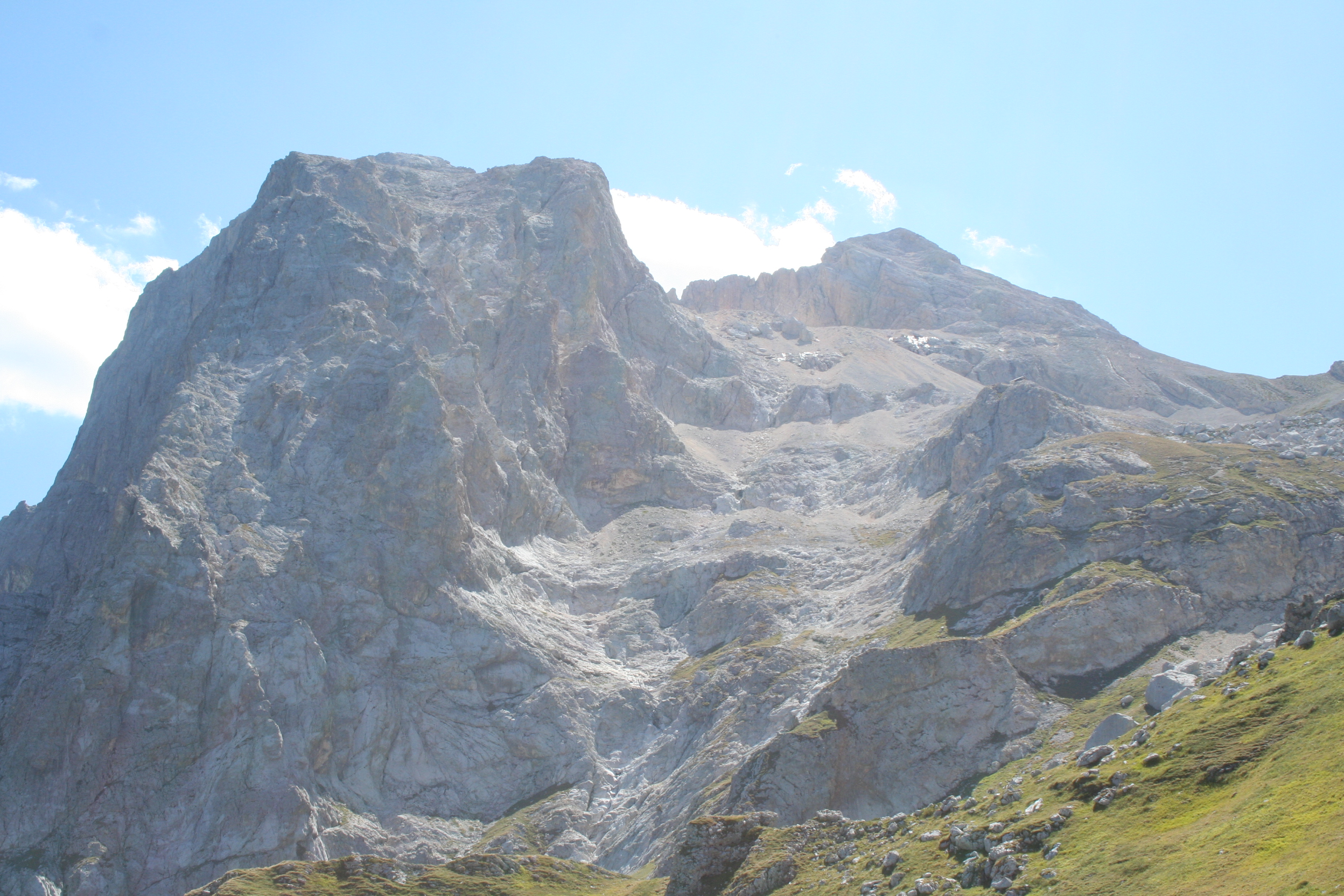
Corno Grande dai Prati di Tivo

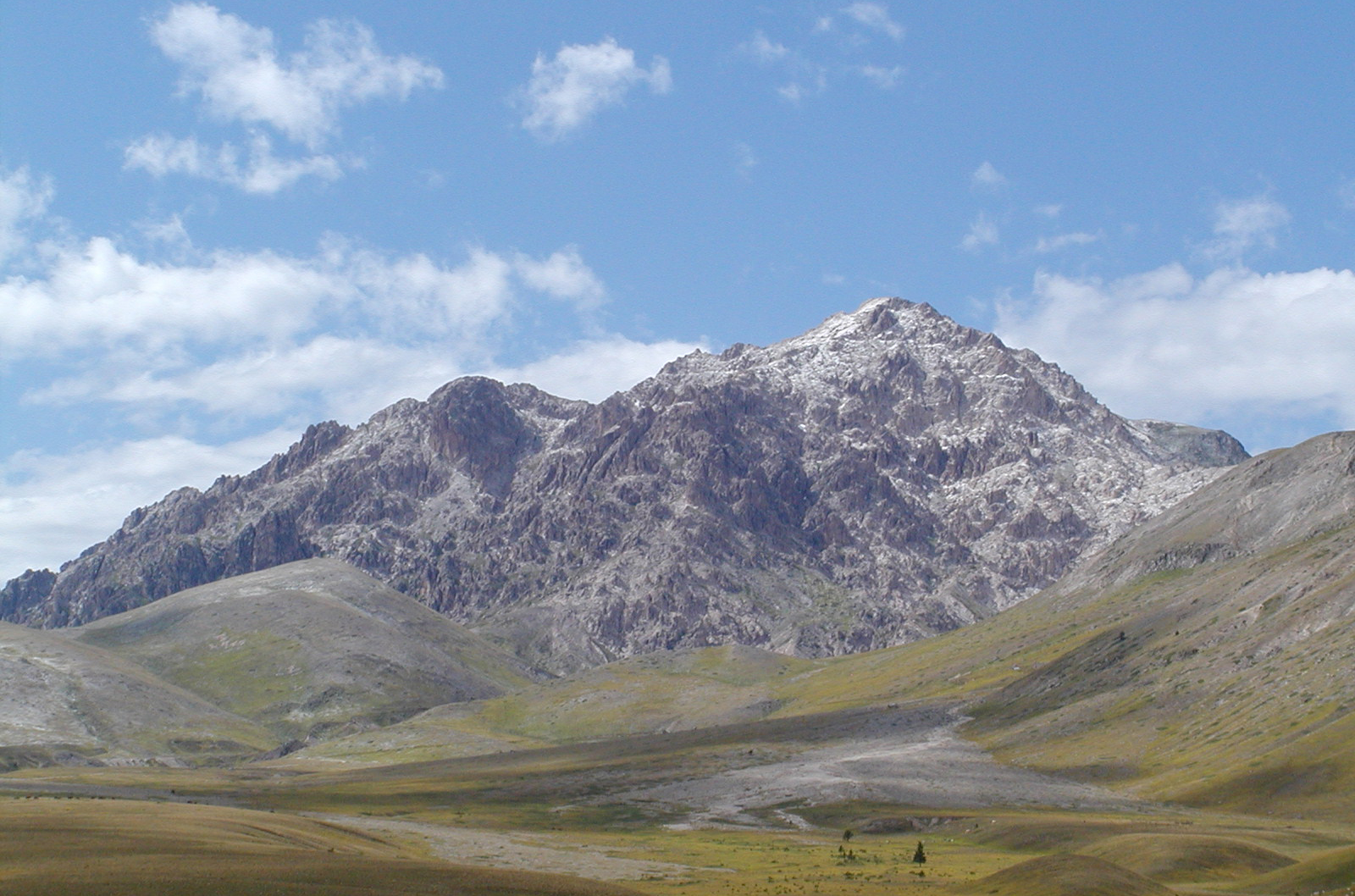
Monte Prena

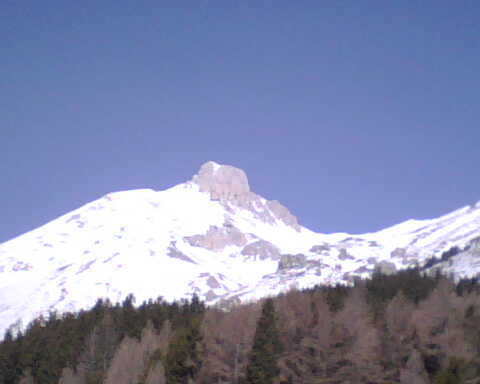
Monte Camicia

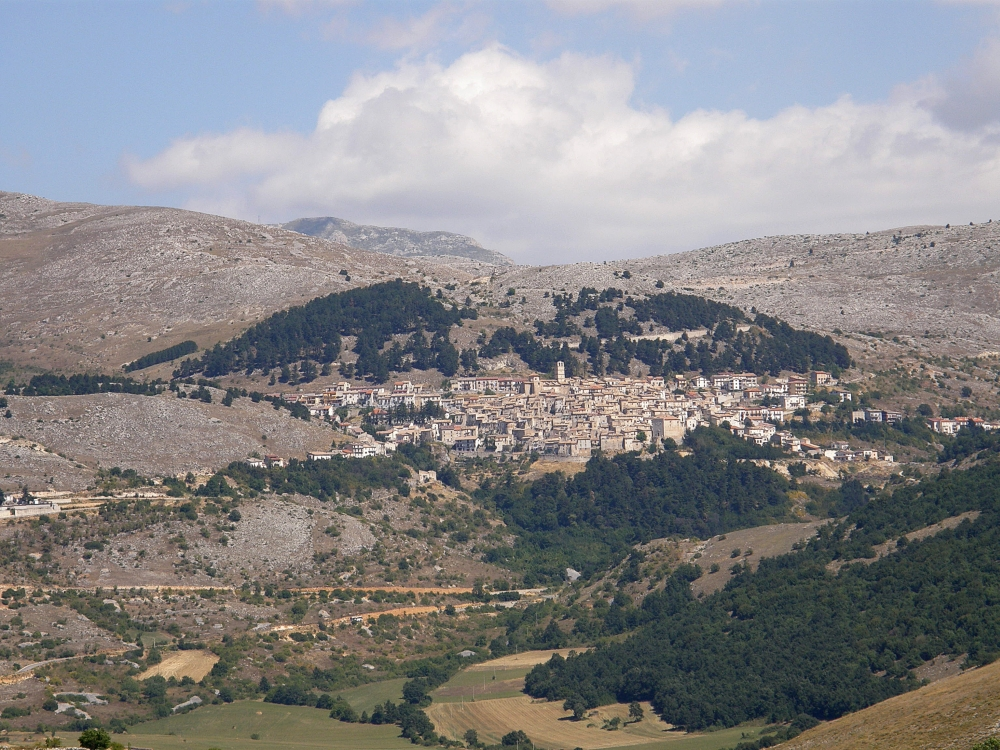
Monte Bolza e Monte Capo di Serre

| nome                                    | metri   |
| --------------------------------------- | ------- |
| Corno Grande, Vetta Occidentale         | 2.914 m |
| Corno Grande, Vetta Orientale           | 2.903 m |
| Corno Grande, Vetta Centrale            | 2.893 m |
| Corno Grande, Torrione Cambi            | 2 875 m |
| Corno Piccolo                           | 2.655 m |
| Pizzo Intermesoli, Vetta                | 2.635 m |
| Monte Corvo                             | 2.623 m |
| Monte Camicia                           | 2.564 m |
| Monte Prena                             | 2.561 m |
| Pizzo Cefalone                          | 2.533 m |
| Monte Aquila                            | 2.494 m |
| Pizzo Intermesoli, Vetta Settentrionale | 2.483 m |
| Monte Infornace                         | 2.469 m |
| Cima delle Malecoste                    | 2.444 m |
| Monte Portella                          | 2.385 m |
| Monte Brancastello                      | 2.385 m |
| Torri Casanova                          | 2.362 m |
| Pizzo di Camarda                        | 2.332 m |
| Monte Tremoggia                         | 2.331 m |
| Picco Pio XI                            | 2 282 m |
| Monte della Scindarella                 | 2 233 m |
| Monte Brancastello, Anticima Orientale  | 2.230 m |
| Pizzo San Gabriele                      | 2.214 m |
| Monte Ienca                             | 2.208 m |
| Monte San Franco                        | 2.132 m |
| Il Morrone                              | 2.067 m |
| Monte Siella                            | 2.027 m |

| nome                                                                                 | metri                   |
| ------------------------------------------------------------------------------------ | ----------------------- |
| Monte Cardito                                                                        | 1.740                   |
| Colle delle Monache                                                                  | 1.942                   |
| Colle Abetone                                                                        | 1.775                   |
| Monte Corvo                                                                          | 2.623                   |
| Pizzo Intermesoli                                                                    | 2.635                   |
| Corno Piccolo                                                                        | 2.655                   |
| Corno Grande - Torrione Cambi - Vetta Centrale - Vetta Occidentale - Vetta Orientale | 2.875 2.893 2.914 2.903 |
| Monte Aquila                                                                         | 2.494                   |
| Monte Brancastello                                                                   | 2.385                   |
| Monte Infornace                                                                      | 2.469                   |
| Monte Prena                                                                          | 2.561                   |
| La Cimetta                                                                           | 2.266                   |
| Monte Camicia                                                                        | 2.564                   |
| Dente del Lupo                                                                       | 2.297                   |
| Monte Tremoggia                                                                      | 2.331                   |
| Monte Coppe                                                                          | 1.987                   |
| Monte Siella                                                                         | 2.027                   |
| Monte San Vito                                                                       | 1.892                   |
| Monte Guardiola                                                                      | 1.808                   |
| Monte Cappucciata                                                                    | 1.801                   |
| Cima della Cioccola                                                                  | 1.581                   |
| Monte Cimone                                                                         | 1.404                   |
| Colle Madonna                                                                        | 1.350                   |

| nome                 | metri |
| -------------------- | ----- |
| Colle della Befana   | 1.363 |
| Monte San Franco     | 2.132 |
| Colle Fiorentino     | 1.410 |
| Il Morrone           | 2.067 |
| Colle dei Briganti   | 1.525 |
| Monte Ienca          | 2.208 |
| Pizzo di Camarda     | 2.332 |
| Cima delle Malecoste | 2.444 |
| Pizzo Cefalone       | 2.533 |
| Monte Portella       | 2.385 |

| nome                    | metri |
| ----------------------- | ----- |
| Monte della Scindarella | 2.233 |
| Montecristo             | 1.921 |
| Monte Ruzza             | 1.643 |
| Monte Carpelone         | 1.592 |
| Monte Carpesco          | 1.548 |
| Colle Biffone           | 1.471 |
| Colle Rotondo           | 1.403 |
| Monte della Selva       | 1.623 |
| Monte Bolza             | 1.904 |
| Monte Picca             | 1.405 |

#### Altre cime
Monte Capo di Serre, Cima di Faiete, Cima di Monte Bolza, Collalto, Colle Arcone, Colle dei Vallettieri, Colle della Biffa, Colle Mascione, Colle Paradiso, Costa Ceraso, Monte Archetto, Monte Cappellone, Monte Carapellese, Monte Cefanello, Monte Cocozzo, Monte Licciardi, Monte Mesola, Monte Meta, Monte Rotondo, Monte San Gregorio.

### Geologia

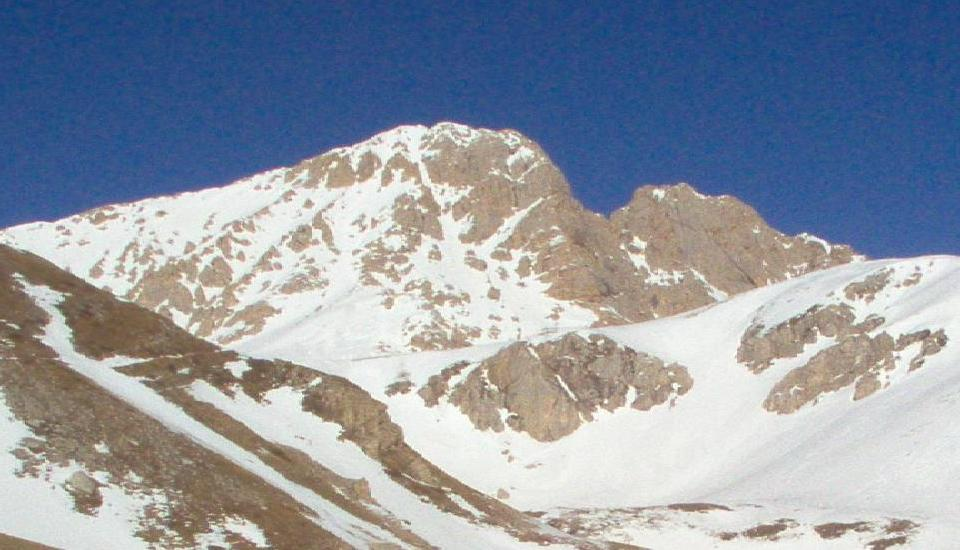
Corno Grande in inverno da Campo Imperatore

Dal punto di vista geologico è un massiccio di origine sedimentaria costituito da calcari, dolomia, generalmente compatti, e marne. Originatosi circa 6 milioni di anni fa (Miocene), nel contesto dell'emersione degli Appennini, subì successivamente fasi di spinta e compressione che generarono una serie di fratture e di abbassamenti (Val Charino, Valle del Venacquaro, Val Maone, Campo Pericoli, Campo Imperatore). Su queste, a partire da 600.000 (Günz) fino a circa 10.000 (Würm) anni fa, agirono le forze erosive delle glaciazioni. Queste ultime hanno lasciato segni particolarmente evidenti, soprattutto sul versante settentrionale del gruppo: piccoli circhi glaciali caratteristici sono individuabili, ad esempio, nella zona del Monte San Franco (valli dell'Inferno e del Paradiso), ma anche in prossimità del Monte Aquila e del Monte Scindarella.

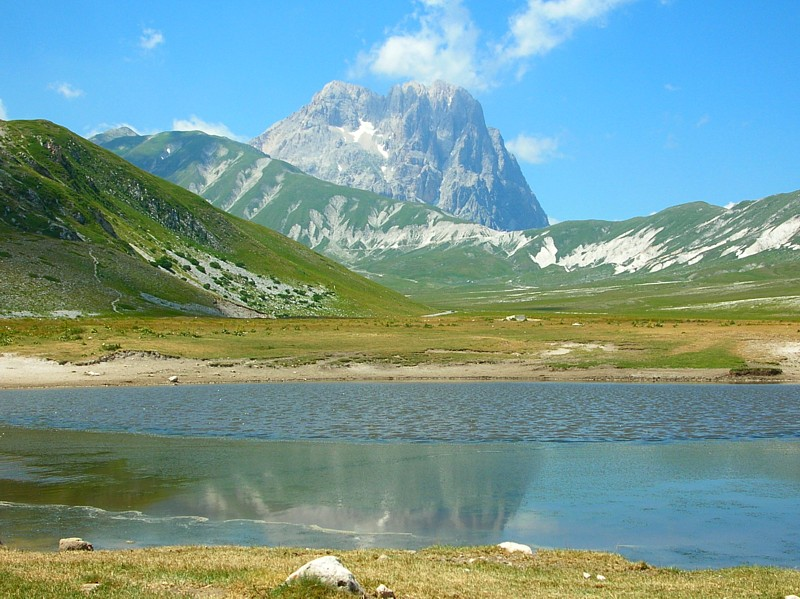
Laghetto Pietranzoni, sulla piana di Campo Imperatore, sullo sfondo il Corno Grande.

I ghiacciai più grandi rappresentavano punti di convergenza naturali di questi circhi glaciali posti più in alto; ad esempio, il ghiacciaio che occupava Campo Pericoli si alimentava dai circhi posti a nord delle creste del Corno Grande, del Monte Aquila, del Monte Portella e del Pizzo Cefalone. In queste conche la neve si compattava e si trasformava in ghiaccio, che confluiva nella Valle del Venacquaro e in Val Maone verso Pietracamela, dove sono visibili ancora oggi resti morenici risalenti alla glaciazione del Riss. Poiché le glaciazioni successive hanno cancellato i segni lasciati da quelle precedenti, e poiché la glaciazione del Riss è antecedente a quella del Würm, questa morena rissiana è una delle rare prove del fatto che le valli del Gran Sasso sono state occupate dai ghiacciai più e più volte nel corso del Neozoico.
Il 22 agosto 2006 nella parete nord-est (il paretone) del Corno Grande, a causa di normali processi erosivi, si è verificata una frana di grandi dimensioni (da 20.000 a 30.000 m³ di roccia si sono distaccati dal quarto pilastro), senza conseguenze sull'incolumità pubblica.
Il 23 agosto 2016 a causa del Terremoto del Centro Italia del 2016 che ha colpito Amatrice, Accumoli, Arquata del Tronto e altri paesi dell'Appennino Centrale è franato un pezzo del Corno Piccolo.

### Idrologia

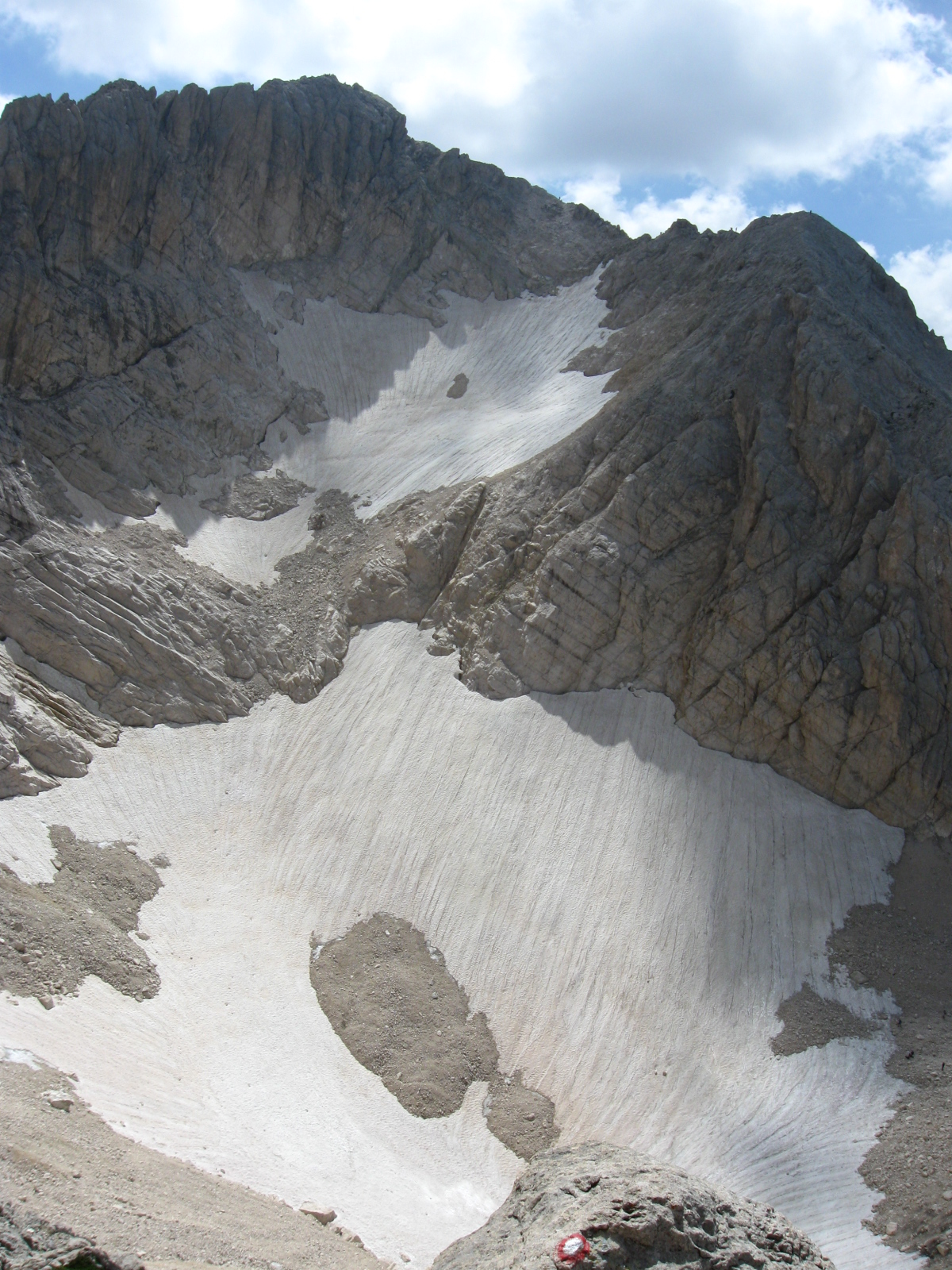
Ghiacciaio del Calderone (Luglio 2013)

Importanti cascate sono la Cascata di Biselli con un salto di circa 70 m e le Cascate del Ruzzo entrambe nel territorio del comune di Isola del Gran Sasso; le Cascate del Vitello d'Oro, situate nel territorio del comune di Farindola, sono invece considerate le cascate più spettacolari del massiccio del Gran Sasso d'Italia, con un salto di circa 28 m.

### Glaciologia
Il massiccio ospita il Ghiacciaio del Calderone, posto sul versante settentrionale del Corno Grande, tradizionalmente considerato il ghiacciaio più meridionale d'Europa; in tutta l'area sono inoltre presenti anche alcuni glacio nevati e nevai: i più importanti si trovano alle pendici del Corno Piccolo, sotto uno sperone roccioso a metà strada tra il Rifugio Franchetti e la Sella dei due Corni, noto come glacionevato Franchetti; sul Monte Infornace in un canalone fino alle vicinanze della vetta, innevato solitamente tutto l'anno, è presente invece il Nevaio di Fonte Rionne; nei pressi del Monte Camicia sono presenti due nevai perenni uno a quota 1.850 m, l'altro a circa 1.150 m noti come Nevai del Fondo della Salsa. 
Numerose, d'inverno, sono le cascate di ghiaccio, alcune delle quali si trovano alla base del Monte Camicia, sempre nella zona del Fondo della Salsa, mentre altre cascate importanti sono Ghiaccio del Sud e la Cascata del peccato.

## Storia

### Origine del nome

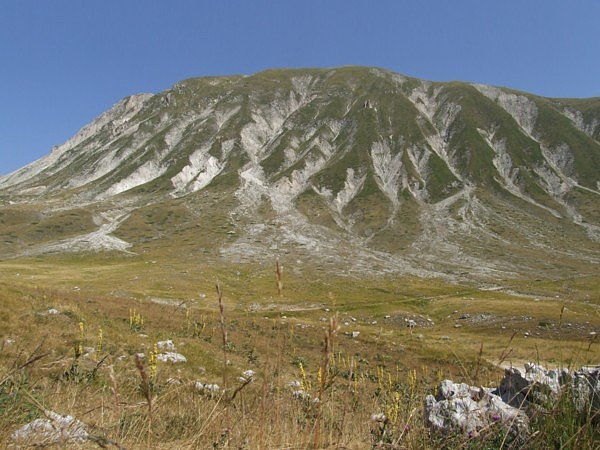
Monte Aquila da Campo Imperatore

Chiamato dagli antichi Romani Fiscellus Mons (Monte Ombelico) per la sua posizione centrale nella penisola italiana (Catone, Plinio, Silio Italico), questo massiccio montuoso era denominato nel Medioevo Monte Corno, dizione che serviva ad indicare sia il Corno Grande sia, per estensione, l'intera catena.
Secondo il celebre geografo Roberto Almagià, la denominazione "Gran Sasso" è molto tarda e risalirebbe addirittura al Rinascimento. Per questo autore, il primo abbozzo del toponimo è da ricercarsi in un poemetto del 1636 scritto da Francesco Zucchi di Montereale, in cui si fa riferimento al massiccio come al «Sasso d'Italia». Il primo documento in cui entrambe le denominazioni compaiono senza possibilità di equivoco è la "Carta topografica del Contado e della diocesi dell'Aquila" (seconda metà del XVIII secolo), nella frase: «Monte Corno overo Gran Sasso d'Italia». A dare conferma alle parole dell'Almagià sembra essere la consuetudine delle popolazioni locali che, ancora oggi, nei paesi che circondano la montagna, fanno riferimento al massiccio utilizzando il toponimo "Monte Corno".

### Dalla preistoria all'età moderna

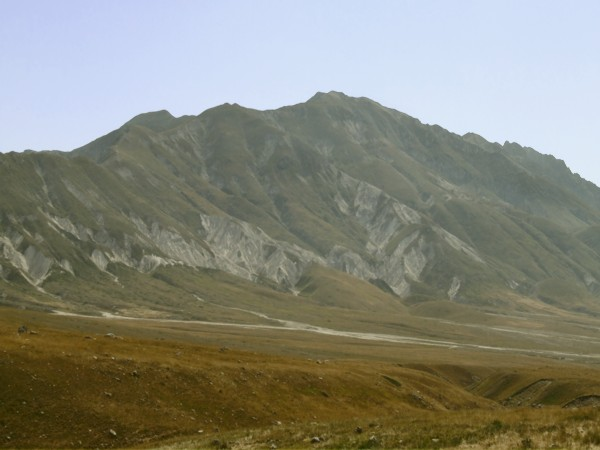
Monte Brancastello da Campo Imperatore

Il massiccio del Gran Sasso risulta popolato da almeno 100.000 anni: frammenti del femore di un uomo di Neandertal di circa 14 anni di età, vissuto 80.000 anni fa durante il Paleolitico, sono stati trovati nella zona di Calascio, in alcune anguste cavità rocciose, chiamate "Grottoni", a quota 670 m s.l.m. (si tratta dei resti del più antico Neandertal ritrovato in Abruzzo). Negli anfratti rocciosi c'erano anche schegge ossee di molti differenti animali, il che fa supporre che le specie cacciate fossero numerose: il lupo, il leopardo, il cavallo, la iena delle caverne, e finanche i topi e le lucertole, mentre tra gli ungulati, prede privilegiate erano il cervo, il camoscio, il capriolo ed il bue ancestrale. Frammenti di carbone e scaglie di selce hanno consentito di ricostruire le abitudini di questi Neandertal; essi macellavano le prede nelle grotte e le consumavano crude o le arrostivano su fuochi di legno di ginepro e di abete; ricavavano le punte delle lance dalle rocce del Monte Scarafano e del Monte Bolza.
Reperti ritrovati a Campo Pericoli attestano che, in Età del bronzo, i cacciatori preistorici attraversavano il territorio da Campo Imperatore a Campo Pericoli attraverso i valichi della Portella e della Sella dei Due Corni. In quest'epoca (XIII-XI secolo a.C.) vi era certamente un insediamento di cacciatori-raccoglitori nella zona di Rocca Calascio, come dimostrano resti di ceramiche rinvenuti in loco ed una punta di freccia, in bronzo, con due fori, considerata, ancora in anni recenti (2000), unica in Italia. Scavi effettuati nella Grotta a Male, a 2 km da Assergi, confermano la permanenza stanziale dell'uomo in quest'area nell'Eneolitico e nell'Età del Ferro.

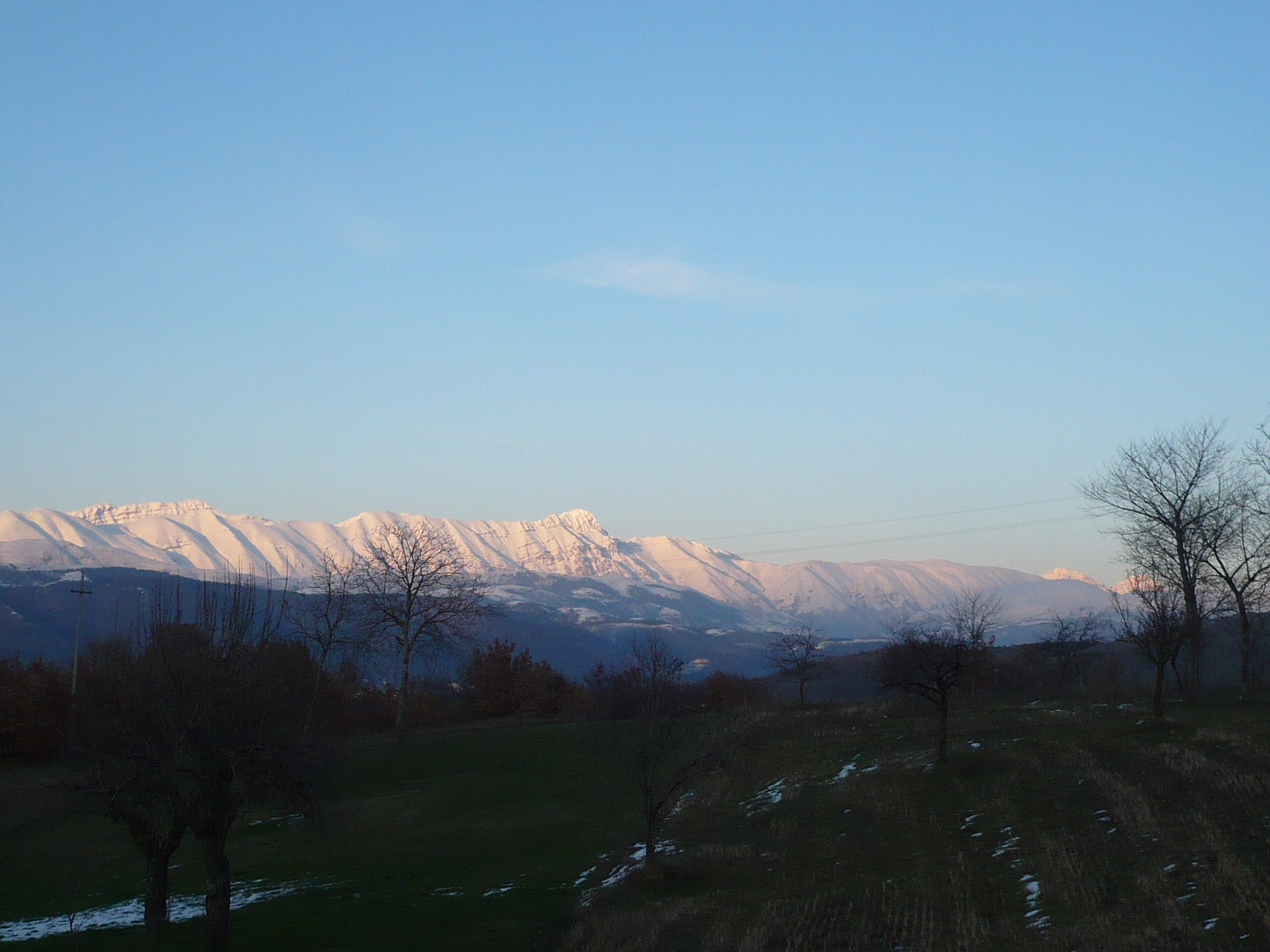
Versante aquilano del Gran Sasso visto dalla Conca aquilana

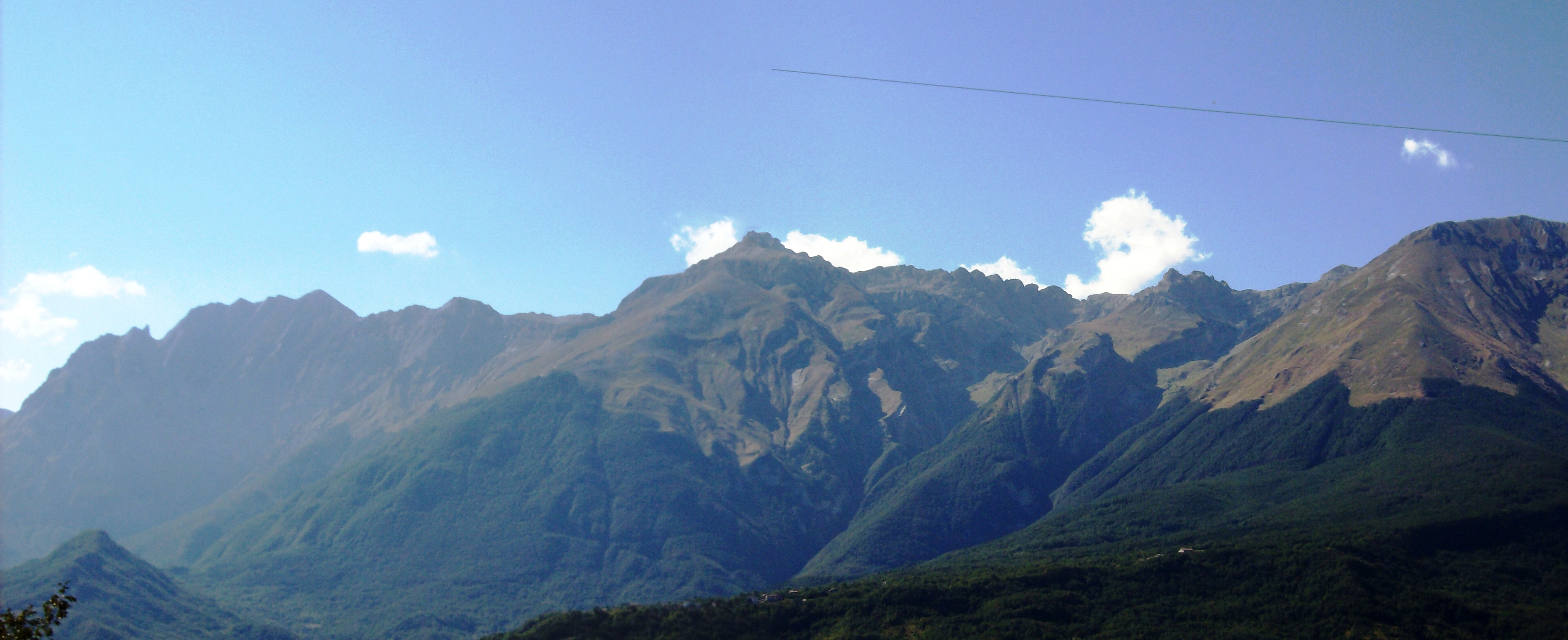
Parte sud della catena versante teramano (Monte Brancastello, Monte Prena e Monte Camicia)

I numerosi passi che mettono in comunicazione il versante teramano con quello aquilano favorirono, fin dalla preistoria, un intenso scambio commerciale fra l'economia prevalentemente agricola del versante settentrionale e quella basata sulla pastorizia del versante meridionale. In epoca storica, vi sono testimonianze di un intenso sfruttamento di Campo Imperatore come pascolo. Dopo la ricompattazione del Sud Italia operata dai Normanni, in questa zona vennero aperti numerosi tratturi, cioè vie di transito per la transumanza delle bestie, utilizzati dai pastori per condurre le mandrie ai pascoli del Tavoliere delle Puglie prima dell'arrivo dei rigidi mesi invernali.
Un altro, interessante, commercio che è stato presente nel territorio, e di cui si ha certezza che fosse già praticato nel XVI secolo, è lo sfruttamento della neve. Questa, ricavata da nevai presenti in quota, veniva stoccata in pozzi profondi anche 20 metri ed utilizzata d'estate per la produzione di sorbetti e per usi medicali. Il commercio della neve era regolamentato dai comuni, che stabilivano apposite tariffe per le concessioni demaniali, e che stilavano anche tabelle di valutazione del prodotto. La neve, principalmente, veniva distinta in "nera", il che significava che era stata raccolta nei dintorni dei paesi, quindi senza garanzia di purezza; e in "candida", denominazione che indicava la provenienza dalle zone di alta montagna. Questo tipo di attività commerciale è perdurato fino agli inizi del Novecento.

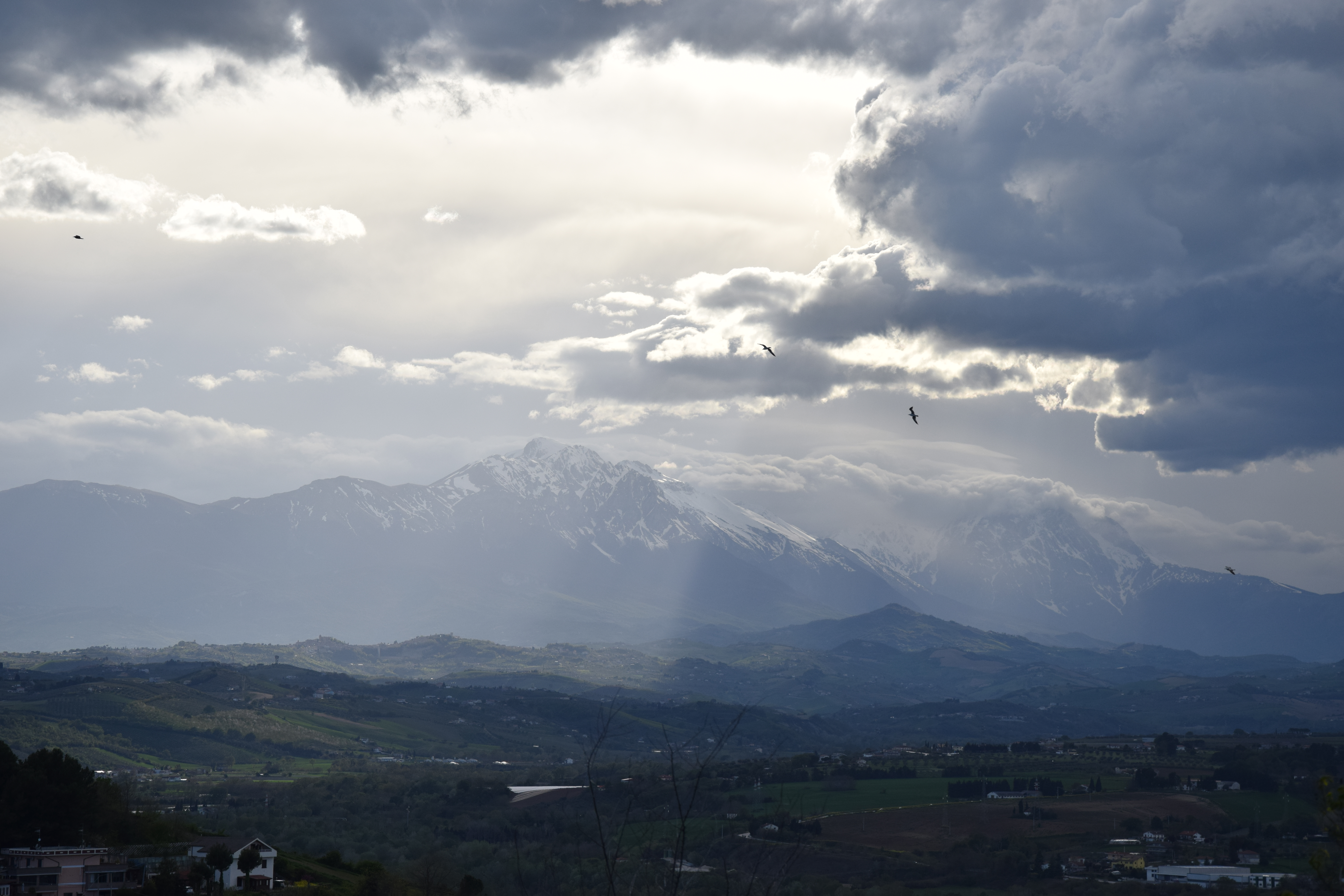
Versante pescarese del Gran Sasso visto da Montesilvano

### Età contemporanea

#### Seconda guerra mondiale

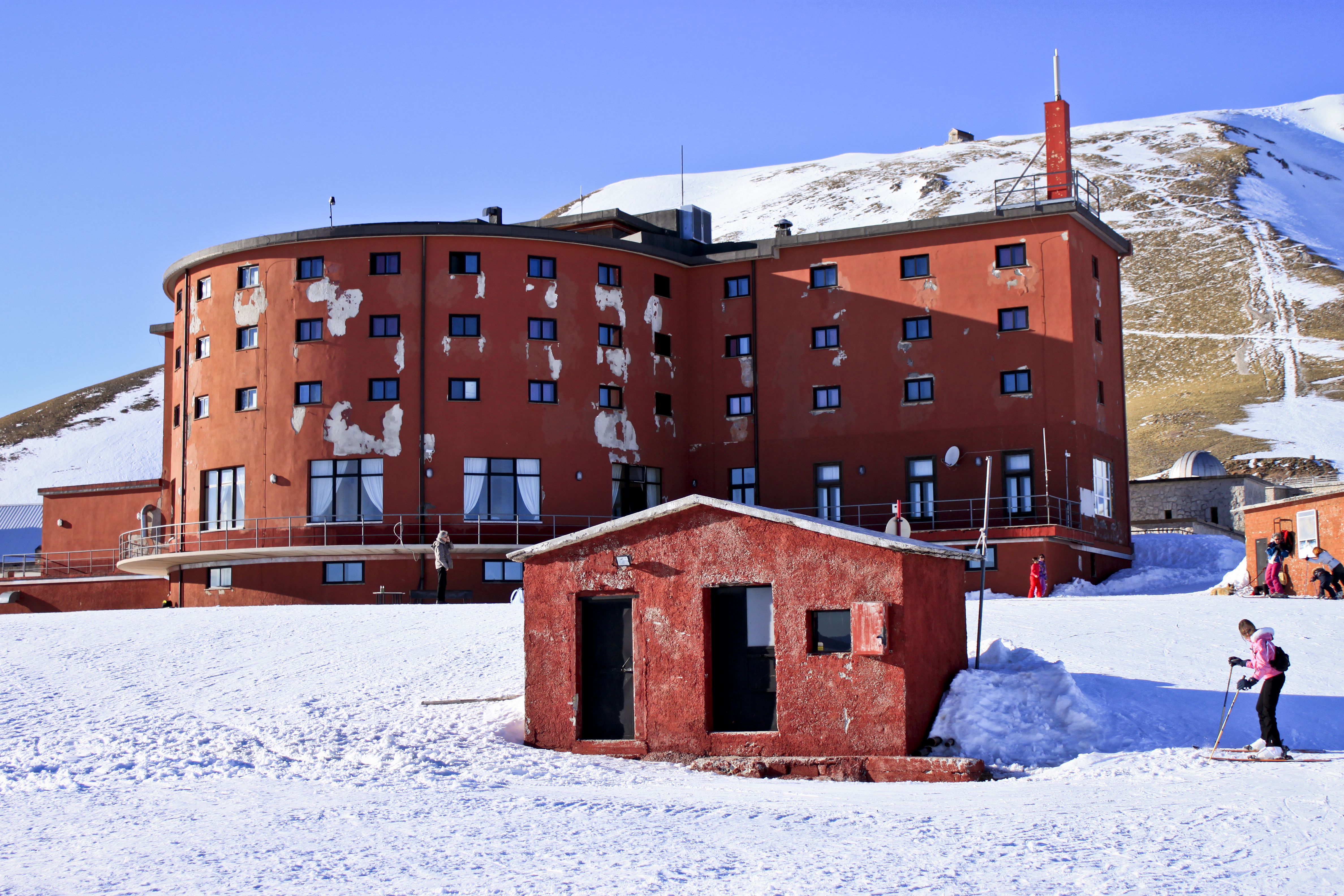
Hotel Campo Imperatore, prigione di Benito Mussolini prima dell'Operazione Quercia

Il territorio abruzzese è stato interessato ampiamente dagli eventi bellici della seconda guerra mondiale, ma il Gran Sasso è ricordato in particolare per la famosa Operazione Quercia del 12 settembre 1943, in cui Mussolini fu liberato dall'albergo di Campo Imperatore (dove era tenuto prigioniero dopo l'armistizio di Cassibile) ad opera della II Divisione Tedesca del Lehrbataillon e trasportato su un piccolo aereo fino a Pratica di Mare, dove si imbarcò per Vienna. Nell'unica sparatoria di breve durata del blitz nazista caddero una guardia forestale ed un carabiniere. Infatti, vennero uccisi in un posto di blocco presidiato dai soldati tedeschi: il carabiniere Giovanni Natale che fu ferito a un fianco e poi morì il giorno dopo e la guardia forestale Pasqualino Vitocco che quel giorno non era neppure in servizio, ma si trovava in divisa nei dintorni del posto di blocco.

#### Traforo del Gran Sasso
La storia del traforo è legata a quella dell'autostrada A24 la cui concezione risale agli anni sessanta quando venne costituita un'apposita società per azioni. Nel 1963 venne approvata la costruzione del collegamento Roma-Giulianova attraverso L'Aquila e Teramo che prevedeva sin dal principio la realizzazione di una galleria stradale sotto il massiccio del Gran Sasso.

#### Istituto nazionale di fisica nucleare

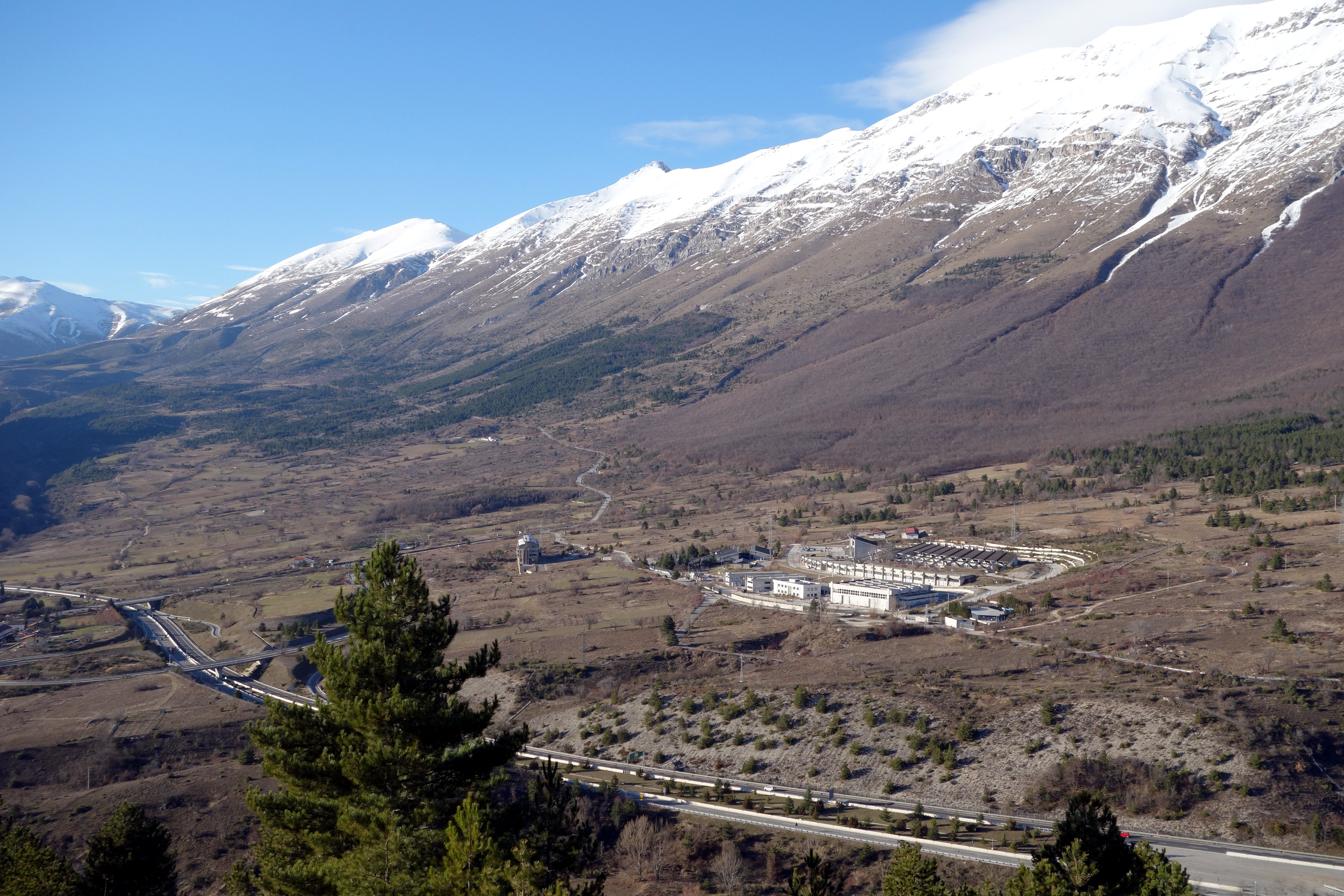
Strutture esterne di Laboratori nazionali del Gran Sasso ai piedi della Valle del Vasto

Situati sotto oltre 1400 metri di roccia nel cuore del Gran Sasso d'Italia ci sono i Laboratori nazionali del Gran Sasso (LNGS), di proprietà dell'Istituto nazionale di fisica nucleare (INFN), che ha il primato di essere il più grande laboratorio scientifico sotterraneo del mondo assieme al CERN. Qui si studiano, tra le altre cose, le più piccole particelle dell'Universo come, ad esempio, i neutrini e i monopoli di Gut.
I lavori del Laboratorio del Gran Sasso «sono iniziati nel 1982. Scavando nella montagna, sono state costruite tre sale lunghe 100 metri e alte 20», dove, tra l'altro, è possibile studiare la nascita della luce del sole nel cuore della terra.

#### Il parco nazionale
Il parco nazionale Gran Sasso e Monti della Laga è un parco nazionale istituito nel 1991 ed è uno dei tre parchi nazionali presenti in Abruzzo oltre ad essere la terza riserva naturale protetta più grande d'Italia per estensione territoriale, situato per la maggior parte in Abruzzo (provincia dell'Aquila, Teramo e Pescara) ed in misura minore nelle zone adiacenti del Lazio (Rieti) e delle Marche (Ascoli Piceno).

### Tragedie ed incidenti

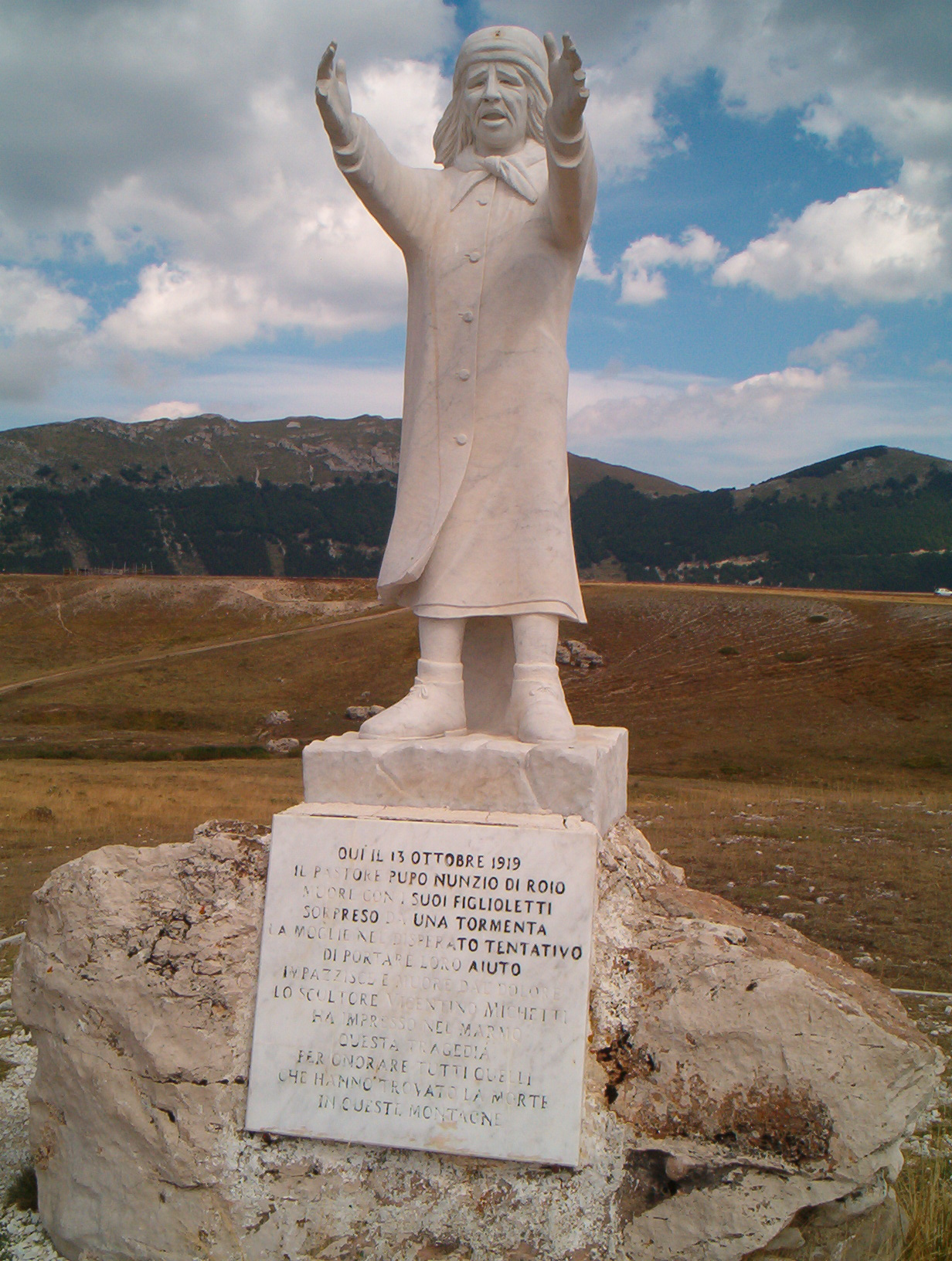
Una delle sculture commemorative della tragedia di Fonte Vetica

- Il De Marchi riporta un drammatico episodio accaduto nel 1569 nei pressi del Passo della Portella: «L'anno mille cinquecento e sessanta nove, diciotto uomini tornavano sù per la montagna, si staccò una palla di neve e gli affogò tutti. Sono sepolti a Sercio.» (Francesco De Marchi, Il Corno Monte, 1573)
- Nella tragedia di Fonte Vetica (che si consumò, in realtà, alle falde del Monte Bolza) morirono il pastore Pupo Nunzio di Roio e i suoi due figlioletti.
- Nell'inverno 1929 due alpinisti, Mario Cambi e Paolo Emilio Cichetti, rimasero intrappolati nel Rifugio Garibaldi a causa del maltempo e della enorme quantità di neve che cadde in quella stagione. I soccorsi partiti da Pietracamela non riuscirono a raggiungere i due. Solo dopo enormi sforzi, una squadra riuscì ad aprirsi la strada fino al Rifugio, dove trovò il diario degli ultimi giorni di sofferenze. Cichetti, alla fine, aveva tentato di tornare a Pietracamela, riuscendo a giungere a 3 km dal paese prima di morire. Il corpo di Mario Cambi fu trovato solo in aprile. A Cambi è stata intitolata la quarta vetta del Corno Grande nota come Torrione Cambi.
- Il 29 gennaio 1942 perse la vita la guida alpina e maestro di sci ampezzano Ignazio Dibona, nel corso di un salvataggio. Il Dibona era già riuscito a mettere in salvo tre suoi allievi, che erano stati investiti da una massa di neve, e si stava dirigendo alla volta di altri tre sciatori, che si trovavano a mal partito, quando fu travolto insieme a loro da una valanga.
- Il 15 settembre 1970, nel contesto degli scavi del traforo del Gran Sasso, la grande talpa escavatrice bucò l'enorme serbatoio sotterraneo di acqua presente nelle viscere della montagna. Gli ambienti montani caratterizzati da rocce calcaree lasciano infatti penetrare l'acqua dai rilievi superiori fino in profondità, per farla poi riemergere molto più a valle. Lo stesso ghiacciaio del Calderone ha sempre agito da cisterna di compensazione: l'acqua di fusione del ghiacciaio, infatti, contribuisce ad alimentare sia il bacino idrografico del Fosso S. Nicola sia la circolazione sotterranea che avviene in profondità nella montagna. Quando la "talpa" bucò il serbatoio sotterraneo, alto 600 m, un getto di acqua e fango dalla pressione di 60 atmosfere travolse ogni cosa. La parte bassa della città di Assergi fu allagata, costringendo ad una evacuazione, ed il corso di molte sorgenti fu compromesso. Complessivamente, nella realizzazione dell'opera, costata, negli anni settanta, 2.000 miliardi di lire, persero la vita 11 persone, il livello della falda acquifera si abbassò di 600 m e la portata delle sorgenti del Rio Arno e del Chiarino fu quasi dimezzata.[7]

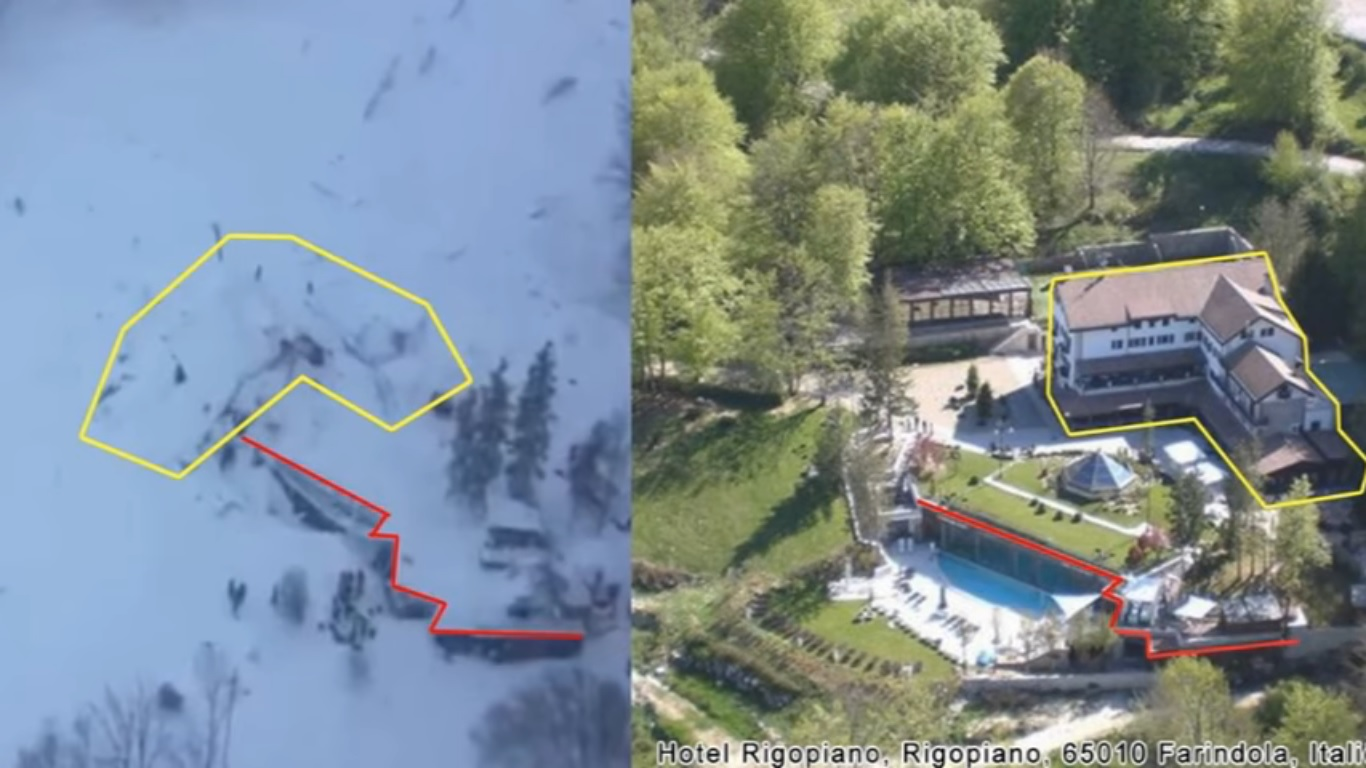
La Tragedia di Rigopiano

- Un altro incidente causato dall'imperizia dell'uomo è avvenuto il 16 agosto 2002, quando 50 litri di trimetilbenzene sono fuoriusciti dai Laboratori Nazionali del Gran Sasso, inquinando un corso d'acqua nella zona di Casale S. Nicola, frazione di Isola del Gran Sasso d'Italia. Secondo un documento filmato di Legambiente[8], vi sarebbe la possibilità che un incidente già verificatosi il 4 dicembre 2001, caratterizzato dai medesimi fenomeni osservabili (schiuma sulle acque), abbia avuto la stessa genesi. L'1,2,4-trimetilbenzene (o pseudocumene, C9H12) è un idrocarburo incolore e aromatico, utilizzato come scintillatore nell'esperimento Borexino, per la rivelazione dei neutrini. Tracce di trimetilbenzene furono rilevate, nei limiti di sicurezza, nell'acqua potabile di Silvi Marina (Te) ancora l'8 settembre 2002, a quasi un mese dall'incidente.
- Il 18 gennaio 2017, a seguito di una eccezionale nevicata, unita al susseguirsi di forti scosse di terremoto, una valanga travolge l'Hotel Rigopiano provocando 29 vittime; altre 9 persone sono state estratte dalle macerie.

## Ambiente

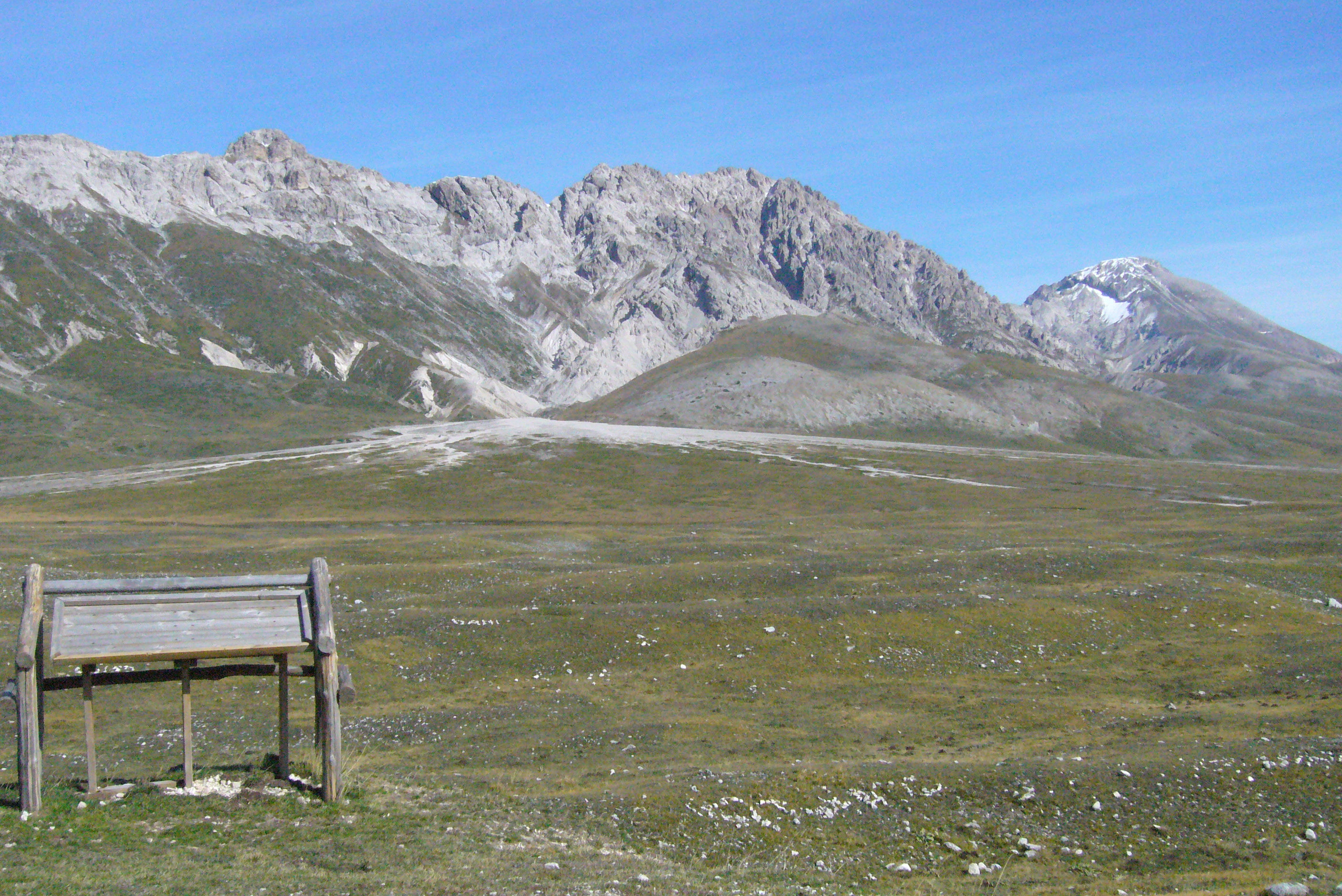
Il Monte Prena e il Monte Camicia dal versante aquilano di Campo Imperatore

Fino al Cinquecento, il comprensorio del Gran Sasso era caratterizzato dalla presenza di enormi boschi. A partire dal XVI e XVII secolo ebbero inizio operazioni di disboscamento intensivo, soprattutto allo scopo di fornire nuovi pascoli alla pastorizia, che sconvolsero pesantemente il paesaggio. Tanto è vero, che più volte si dovette vietare alle popolazioni del luogo di insistere nel taglio degli alberi. Ad esempio, un documento del 1664, in riferimento ai territori del Marchese della Valle Siciliana (corrispondente, quest'ultima, ai moderni territori di Isola del Gran Sasso e di Tossicia) proclamava: «che non sia persona alcuna che ardisca a tagliare abeti nella selva dell'Eccellentissimo Signor Marchese». Nel 1848 furono redatti verbali di denuncia in cui veniva indicato che la repressione dei disboscamenti aveva prodotto resistenza ai pubblici ufficiali incaricati delle operazioni di salvaguardia dei boschi.

### Flora

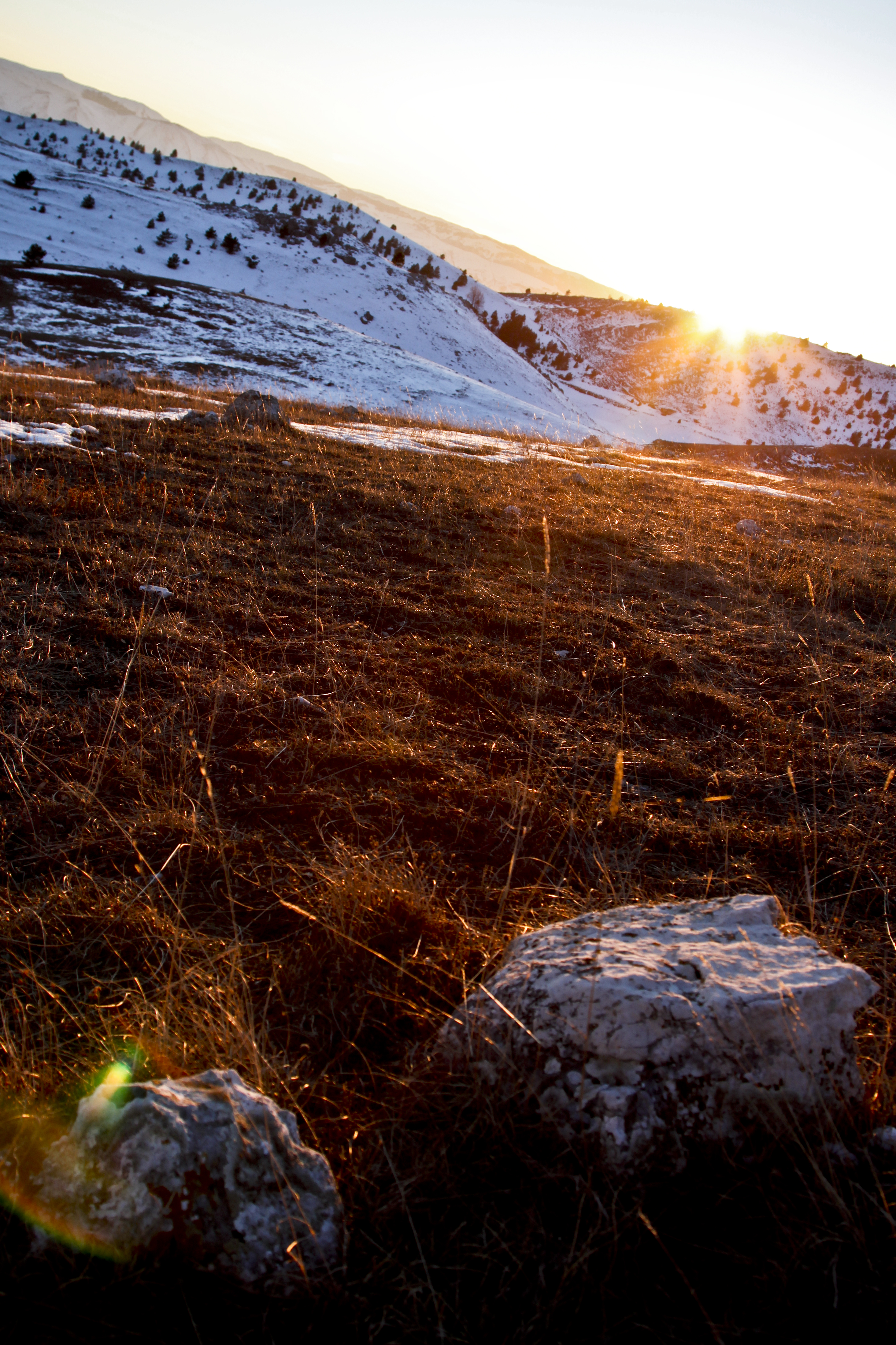
Ambiente del parco (Montecristo)

In particolare, l'essenza maggiormente penalizzata fu proprio l'abete bianco, caratteristico di queste zone in quanto furono aree rifugio della specie durante le glaciazioni; oggi questa meravigliosa conifera vegeta soltanto nei pressi dell'Eremo di Santa Colomba, Selva degli Abeti, Incodaro, Campiglione, Nerito.
Per parlare della flora del Gran Sasso, bisogna distinguere, anche in quest'ambito, fra i due versanti, quello teramano e quello aquilano. Il primo, esposto a nord-est, è caratterizzato da un substrato argilloso ed è soggetto a maggiori precipitazioni; questi fattori favoriscono l'egemonia del faggio, con lo sviluppo di faggete di notevole pregio. Il versante meridionale, al contrario, possiede un substrato calcareo ed un clima continentale. Questi fattori favoriscono principalmente lo sviluppo di boschetti di pioppi, di carpini e di cerri. Sono presenti, nell'areale, il nocciolo, il castagno (su suoli subacidi e acidi), l'acero (spesso presente con esemplari mastodontici), tigli, olmo montano e il frassino maggiore. Sui versanti più soleggiati si può trovare il sorbo montano e il ciliegio selvatico. 
Sporadica è la presenza della betulla bianca relitto di epoca glaciale. Solo grazie a rimboschimenti sono presenti il pino nero, pino silvestre, l’abete di Douglas, l'abete rosso, e il larice. L'introduzione di quest'ultima specie si è rilevata utile poiché ben si adatta alle condizioni ambientali severe del luogo tanto da svolgere funzione pioniera per l’espansione del bosco ad alta quota. A Fonte Vetica e Valico di Capo la Serra, l’abete rosso è stato reintrodotto a partire dal 1901 dopo la sua scomparsa in epoca romana a insieme al larice e all’abete bianco. Anche questa specie si è rinaturalizzata favorendo l’espansione del bosco in ambienti difficili per il faggio.
Tra gli arbusti possono essere menzionati il ginepro, il mirtillo (commestibile), la belladonna (di aspetto simile al mirtillo, ma velenoso e, talvolta, addirittura mortale), l'agrifoglio. Le fioriture sono caratterizzate da gigli (specie protetta da una Legge Regionale dell'Abruzzo), campanule, sassifraghe, primule, genziane, garofanini e numerose orchidee. Menzione a parte merita la stella alpina appenninica, una pianta rarissima sulle montagne dell'Appennino.

### Fauna

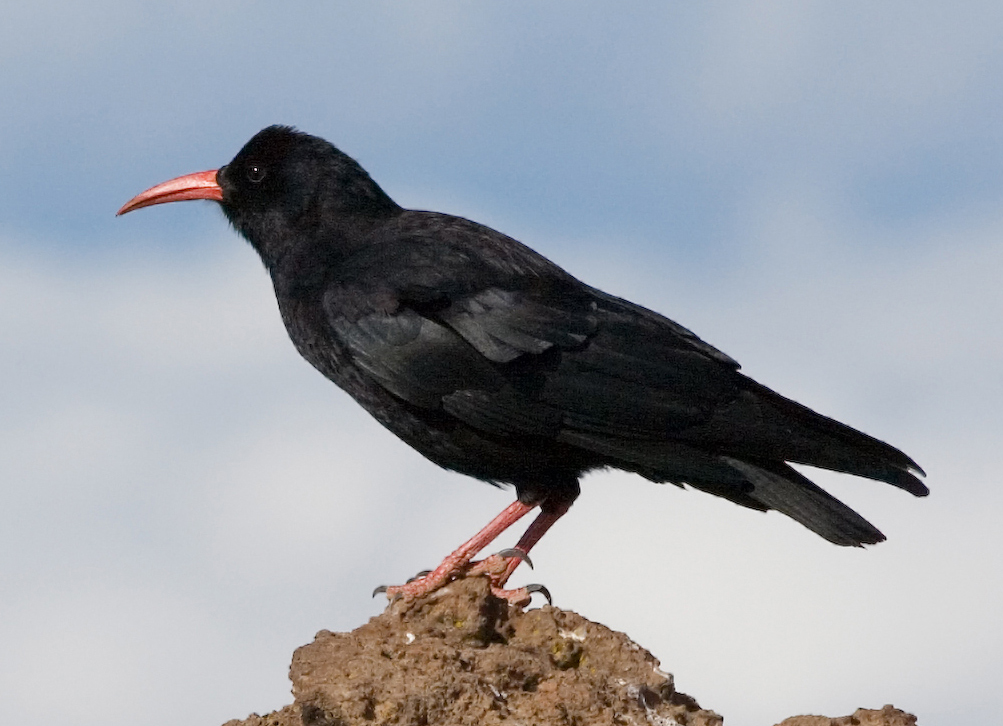
Gracchio corallino

L'esponente più imponente della fauna del Gran Sasso è l'orso marsicano, una sottospecie endemica dell'Appennino, di taglia relativamente ridotta, che fino a qualche anno fa sembrava scomparsa ma che recentemente è stata monitorata nelle sporadiche incursioni nei territori del parco nazionale. Presenti anche esemplari di lupo appenninico e di volpe. Altri comuni mammiferi che vivono nel territorio sono: il gatto selvatico, il cinghiale, il cervo ed il capriolo. Il camoscio appenninico si era estinto sul Gran Sasso (per l'eccessiva caccia) intorno al 1890, ma è stato reintrodotto nel 1992, ed ora forma una colonia stabile composta da oltre 1.000 esemplari.
Fra i rapaci meritano menzione l'aquila reale, il falco, il grifone la poiana comune e lo sparviero. Spicca, fra gli altri uccelli, la presenza del gracchio alpino e del picchio. Fra i rettili va segnalata la vipera dell'Orsini, anch'essa endemica, di dimensioni inferiori rispetto alla vipera comune e caratterizzata da velenosità meno letale e pressoché innocua, vista la rarità degli avvistamenti di tale specie. Staziona nelle pietraie, vicino ai corsi d'acqua e nelle zone di bassi cespugli di ginepro evitando, ove possibile, il contatto con l'uomo.

## Geografia antropica
Il massiccio è posto a 17 km circa dall'Aquila, 132 km da Roma, 30 km da Teramo (tramite Autostrada A24) e 55 km da Pescara.

### Comuni interessati

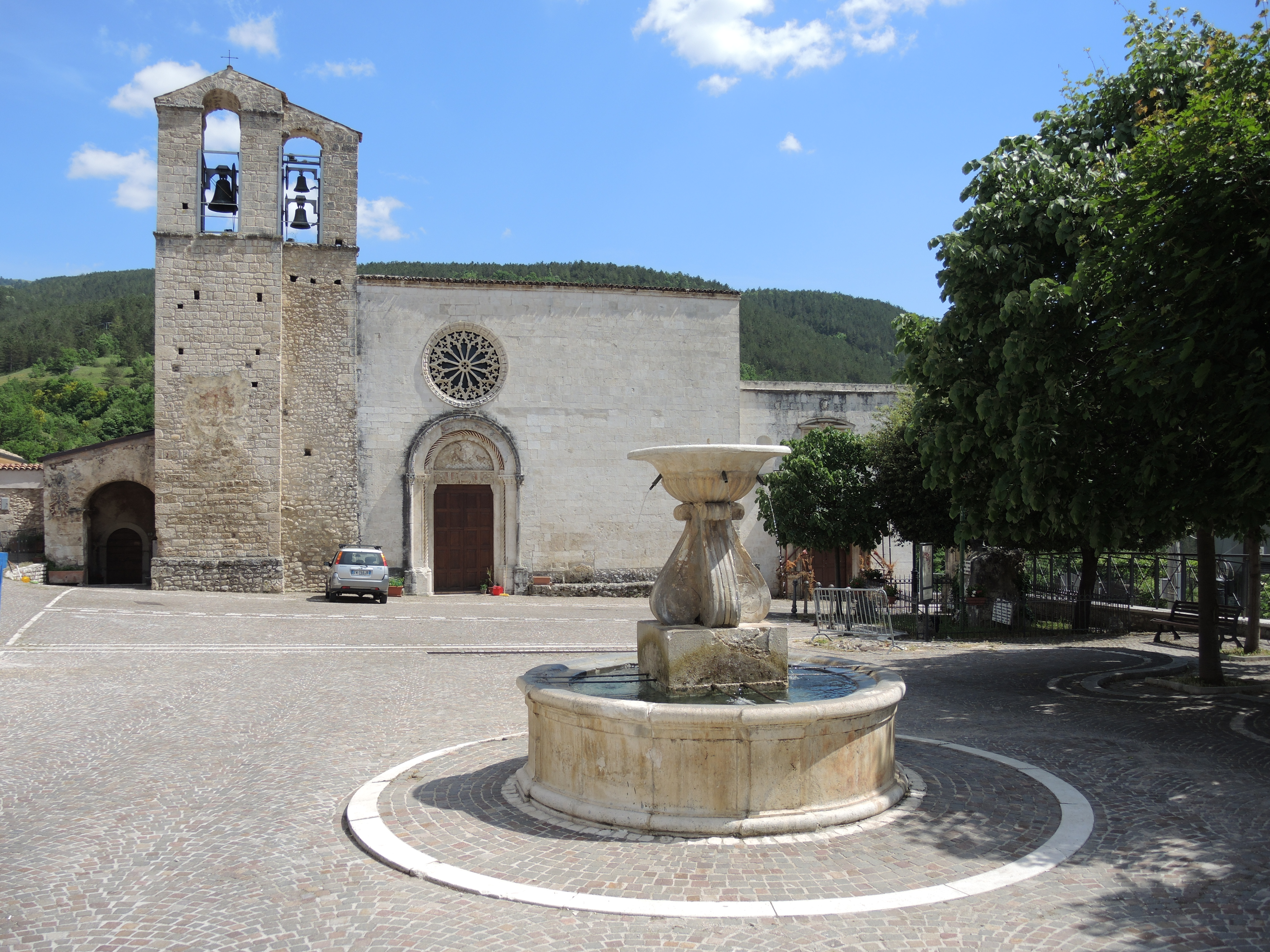
Assergi

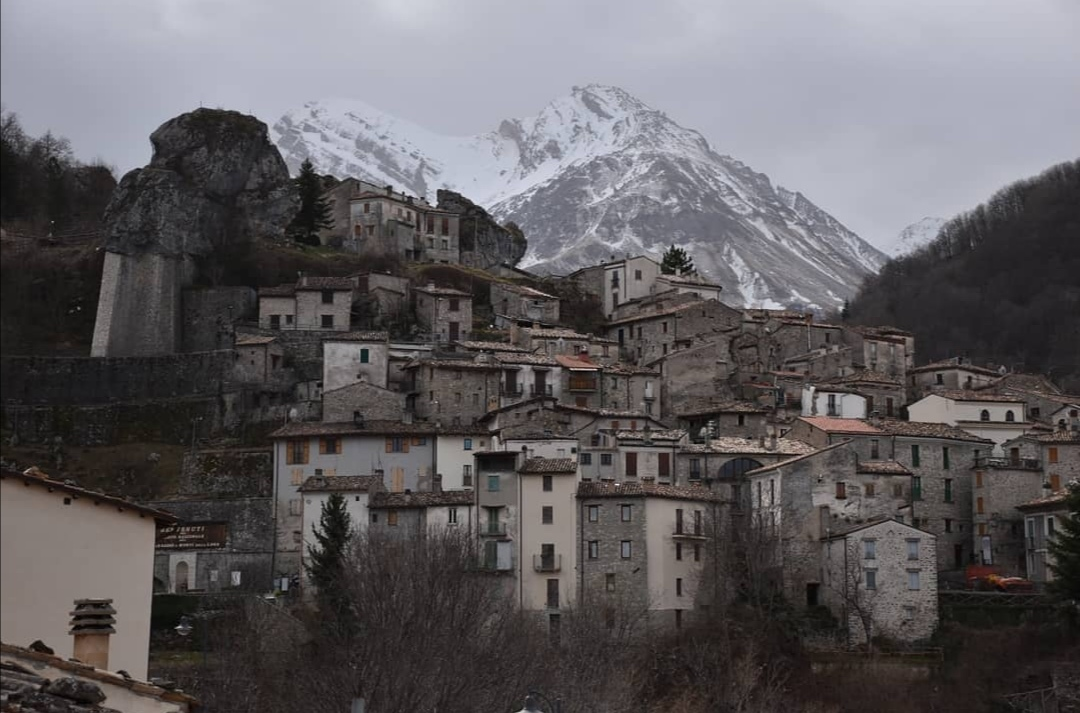
Pietracamela, alle spalle il Pizzo d'Intermesoli

Ricadono nel territorio del massiccio del Gran Sasso numerosi comuni delle province dell'Aquila, Teramo e Pescara:
- L'Aquila
- Castel del Monte
- Calascio
- Santo Stefano di Sessanio
- Castelvecchio Calvisio
- Carapelle Calvisio
- Barisciano
- Ofena
- Villa Santa Lucia degli Abruzzi
- Pizzoli
- Fano Adriano
- Pietracamela
- Isola del Gran Sasso d'Italia
- Castelli
- Farindola
- Crognaleto

### Territorio e tradizioni

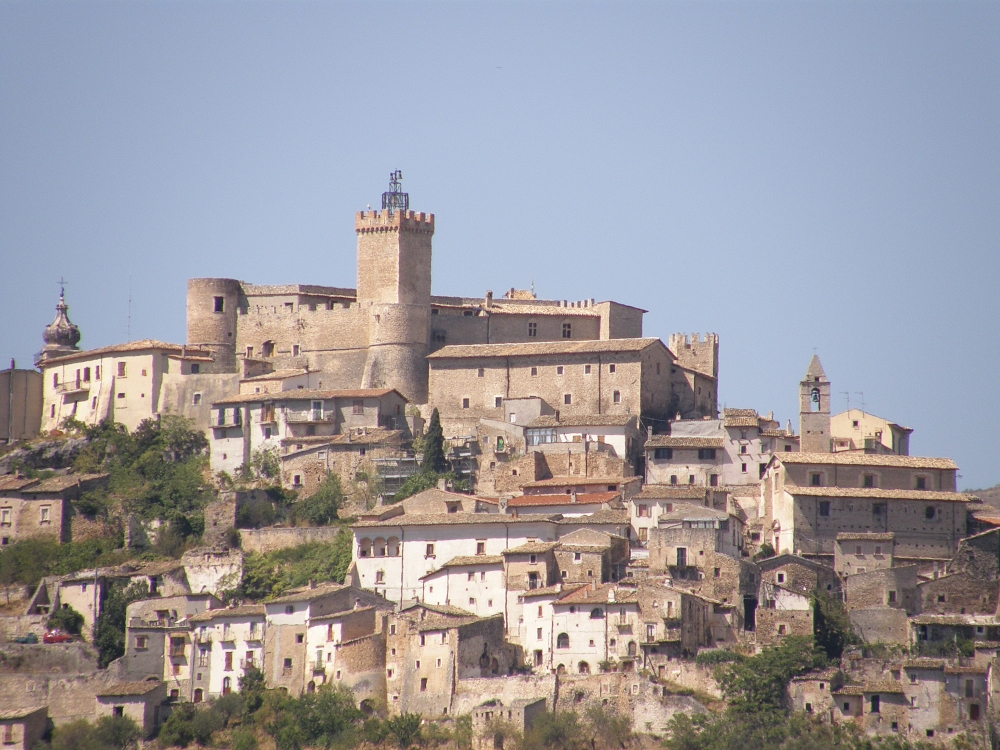
Panorama di Capestrano

Il parco nazionale del Gran Sasso e Monti della Laga interessa ben 44 comuni distribuiti in cinque province. L'area del massiccio vero e proprio, inclusa in quella più estesa dell'intero Parco, costituisce un territorio ricco di storia e di antiche tradizioni, legate non solo all'agricoltura e alla pastorizia, ma anche all'artigianato pregiato ed alla cultura enogastronomica.
In tutto l'Abruzzo, ed anche nel contiguo Molise, antichi culti pagani furono inglobati nei riti cristiani, dando origine ad usanze religiose pregne di echi dionisiaci e di allegorie con il mondo della natura. A Campotosto, paese sull'omonimo lago, si svolge ad esempio, nella penultima settimana di agosto, il rito in costume della "sposa poiana", caratterizzato da una complessa simbolizzazione riguardante il matrimonio. In questo stesso comune i risvolti soprannaturali del rapporto con la divinità si concretizzano nella chiesa di Santa Maria Apparente, che la tradizione vuole edificata per volere della Madonna, apparsa, secondo la leggenda, il 2 luglio 1604 ad una fanciulla del paese.
Capestrano, centro affacciato sulla Valle del Tirino, risale all'epoca preromana, ma si sviluppò intorno al XII secolo, arroccato al Castello dei Piccolomini. Suscitò scalpore il ritrovamento, nel settembre del 1934, del "Guerriero di Capestrano", una statua in pietra di eccezionale interesse, alta più di due metri, caratterizzata da un ampio elmo circolare, la cui datazione sembra collocabile intorno al VI secolo a.C. Sul piedistallo della statua è incisa un'iscrizione, "MA KUPRI KORAM OPSUT ANANIS RAKI NEVII", il cui significato non è, ancora oggi, chiarito. Il "Guerriero" è utilizzato, spesso, nell'iconografia della Regione Abruzzo.
| Alla sinistra del fiume Tirino, vi è l'antica chiesa di S. Pietro ad Oratorium, fondata da Desiderio, l'ultimo re longobardo, nel 756 d.C. Murato nella facciata della chiesa è incastonato un quadrato magico (quadrato del Sator), recante un'iscrizione palindroma che può essere letta in qualunque direzione. L'iscrizione, incisa al rovescio, dice: "SATOR AREPO TENET OPERA ROTAS"; non si tratta di un semplice palindromo come "Anna" o "1991", poiché le parole sono disposte in una matrice che rende possibile la lettura per righe e per colonne in tutte le direzioni. Le frasi del quadrato significano: "Il paesano tiene le ruote al carro con attenzione". Erano le frasi principali dei primi cristiani che s'installavano in Italia in epoca Romana, allorché erano ancora perseguitati. | \| Il quadrato di Capestrano \| Il quadrato di Capestrano \| Il quadrato di Capestrano \| Il quadrato di Capestrano \| Il quadrato di Capestrano \| \| ------------------------- \| ------------------------- \| ------------------------- \| ------------------------- \| ------------------------- \| \| R \| O \| T \| A \| S \| \| O \| P \| E \| R \| A \| \| T \| E \| N \| E \| T \| \| A \| R \| E \| P \| O \| \| S \| A \| T \| O \| R \| |   |   |   |
| Il quadrato di Capestrano | |   |   |   |
| R | O | T | A | S |
| O | P | E | R | A |
| T | E | N | E | T |
| A | R | E | P | O |
| S | A | T | O | R |

Castelli, in provincia di Teramo, è un comune rinomato, fin dall'età barocca, per le ceramiche. Le prime testimonianze di questa lavorazione artigiana nel comune risalgono al Duecento, ma è solo nel XVI secolo che il paese diventa famoso, presso le corti europee, come centro di produzione dei «vasellamenti nobili di candida terra» (fra' Serafino Razzi, 1575). Tipici del periodo settecentesco sono i grandi piatti e le zuppiere fiorate, mentre il "fioraccio" è un motivo decorativo più proprio dell'Ottocento.

### Monumenti e luoghi d'interesse
- Campo Imperatore

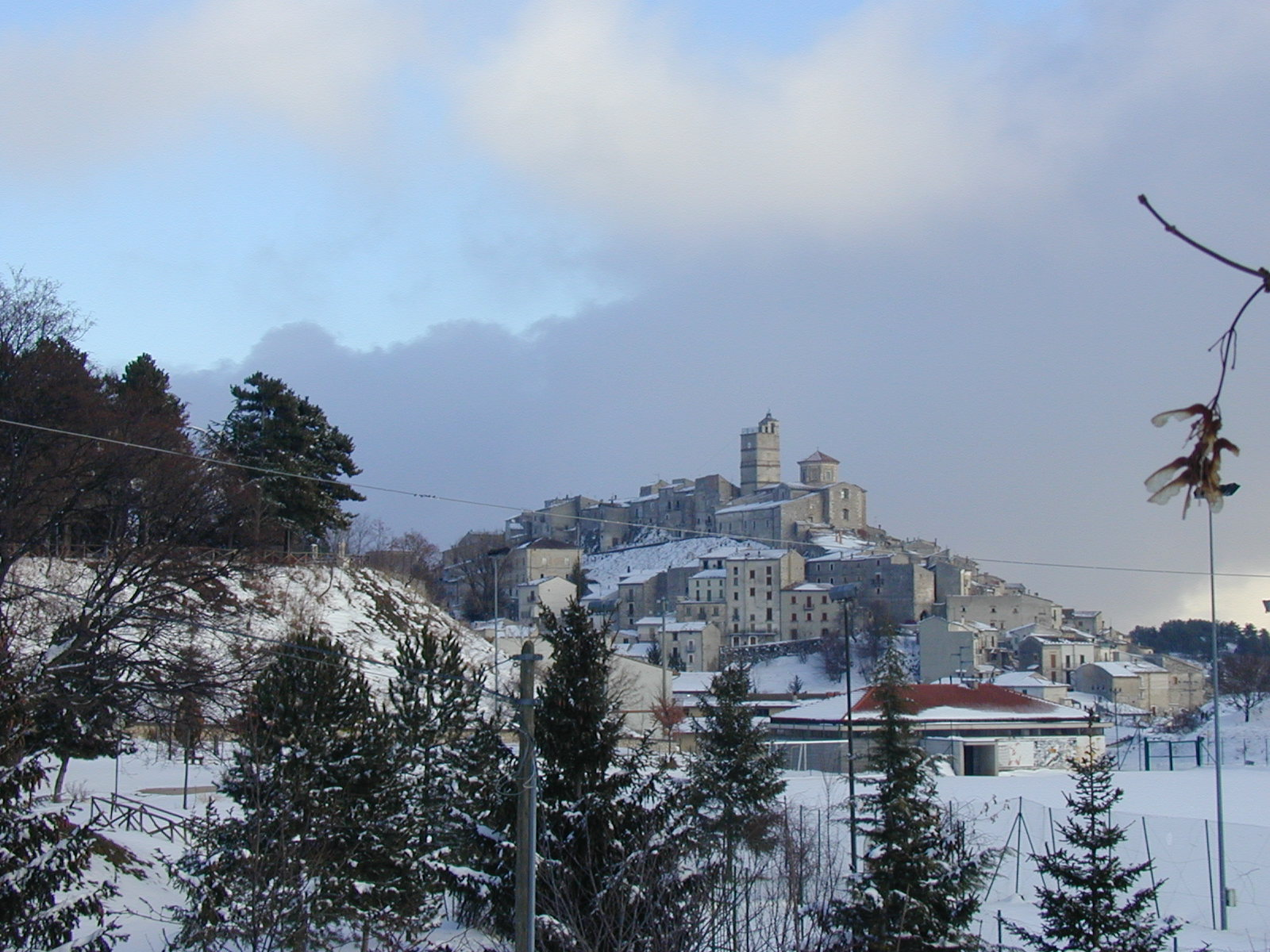
Castel del Monte

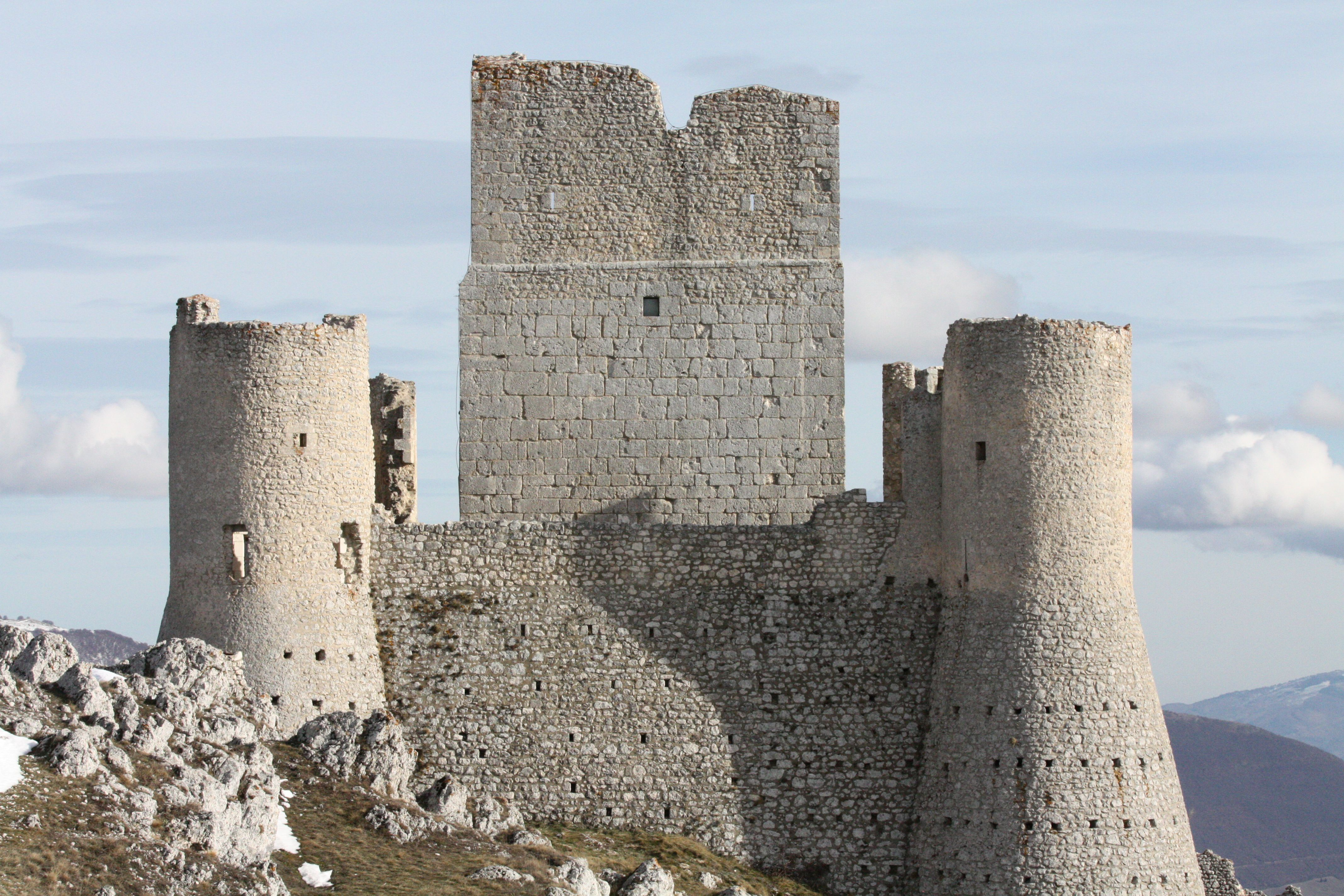
Rocca Calascio

- Santuario della Madonna d'Appari a Paganica
- Borgo medievale di Assergi
- Santuario di San Pietro della Ienca in Assergi
- Borgo medievale di Santo Stefano di Sessanio
- Castello di Rocca Calascio
- Centro storico di Castel del Monte
- Chiesa di San Cipriano a Castelvecchio Calvisio

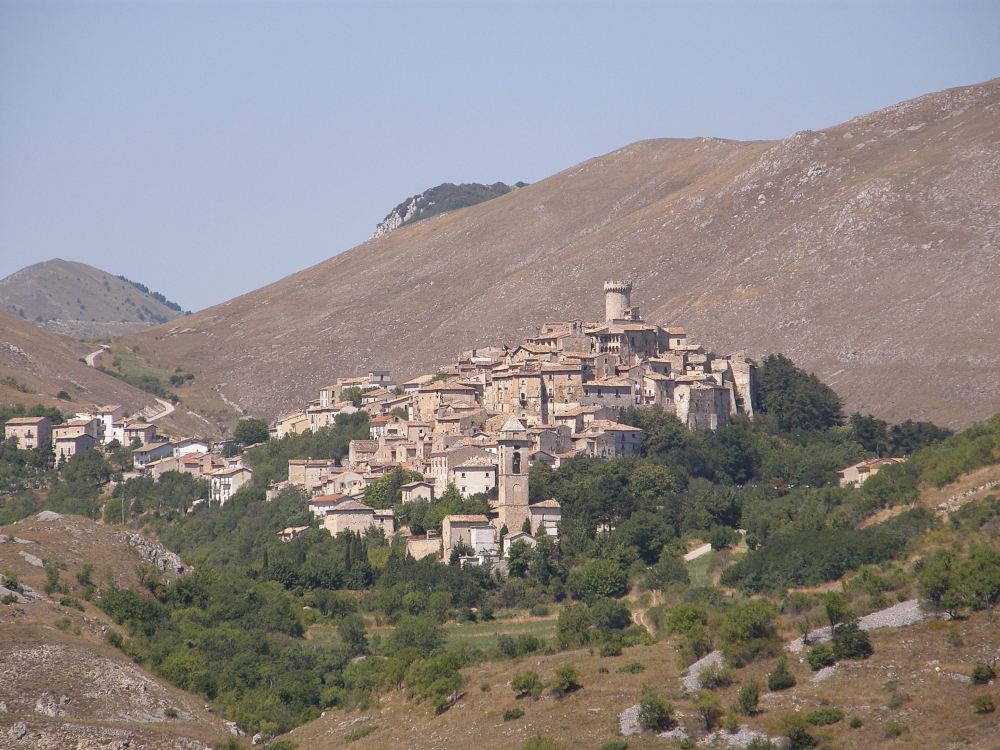
Santo Stefano di Sessanio

- Torre Forca di Penne di Capestrano
- Castello di Barisciano
- Centro storico di Ofena
- Castello Dragonetti di Pizzoli
- Chiesa di Santo Stefano del Monte in Pizzoli
- Centro storico e Chiesa dei Santi Pietro e Paolo a Fano Adriano
- Eremo dell'Annunziata a Fano Adriano
- Località Prato Selva a Fano Adriano
- Borgo medievale di Pietracamela
- Località Prati di Tivo di Pietracamela
- Santuario di San Gabriele dell'Addolorata a Isola del Gran Sasso d'Italia
- Borgo San Leonardo di Isola del Gran Sasso
- Chiesa di San Giovanni ad insulam a Isola del Gran Sasso
- Eremo di San Colombo (Isola)
- Chiesa maiolicata di San Donato a Castelli
- Chiesa della Madonna della Tibia a Crognaleto

## Infrastrutture e trasporti
Il massiccio è attraversato:

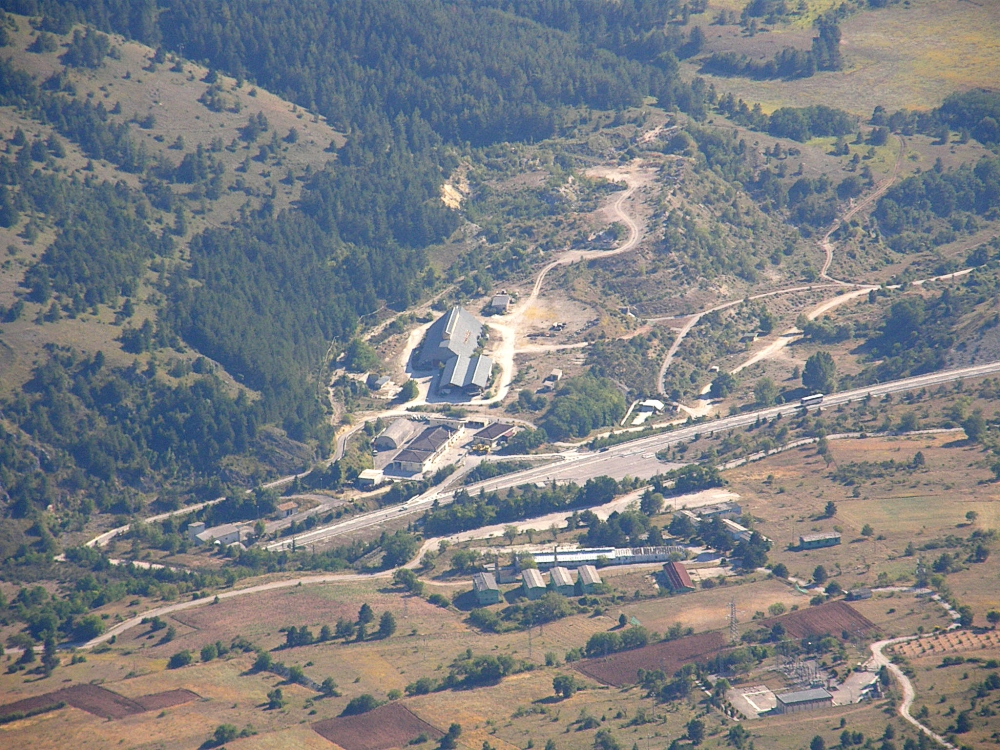
L'imbocco del Traforo del Gran Sasso, lato Assergi, visto dalla sommità di Campo Imperatore

- dall'Autostrada A24 Roma-Teramo a mezzo dell'omonimo Traforo del Gran Sasso, galleria lunga poco più 10 km[10].
- a nord è costeggiato dalla Strada statale 80 del Gran Sasso d'Italia, detta anche Strada maestra del Parco che lo separa dai Monti della Laga;
- il versante occidentale aquilano è costeggiato dalla strada provinciale 86 del Vasto che dal Passo delle Capannelle scende ad Assergi per la Valle del Vasto e dalla strada statale 17 bis che da Bazzano sale Campo Imperatore passando per Paganica, Tempera, Camarda, Assergi-Fonte Cerreto e Montecristo-Fossa di Paganica.

L'ascesa a Campo Imperatore da Assergi-Fonte Cerreto può avvenire anche attraverso la moderna Funivia del Gran Sasso.

## Sport

Salita al Torrione Cambi (gruppo del Corno Grande)

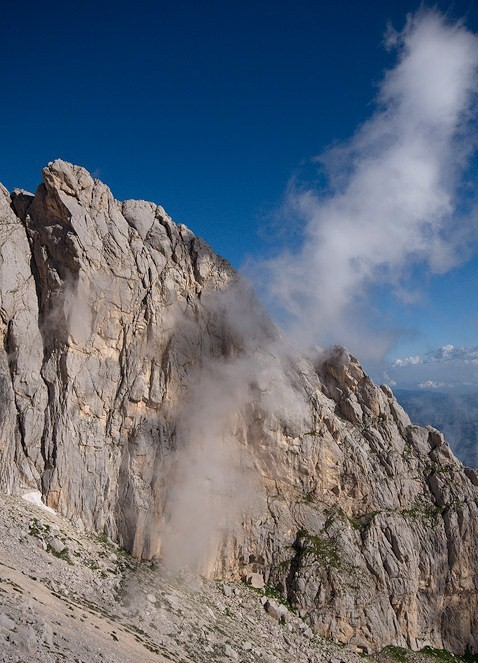
Parete est del Corno Piccolo

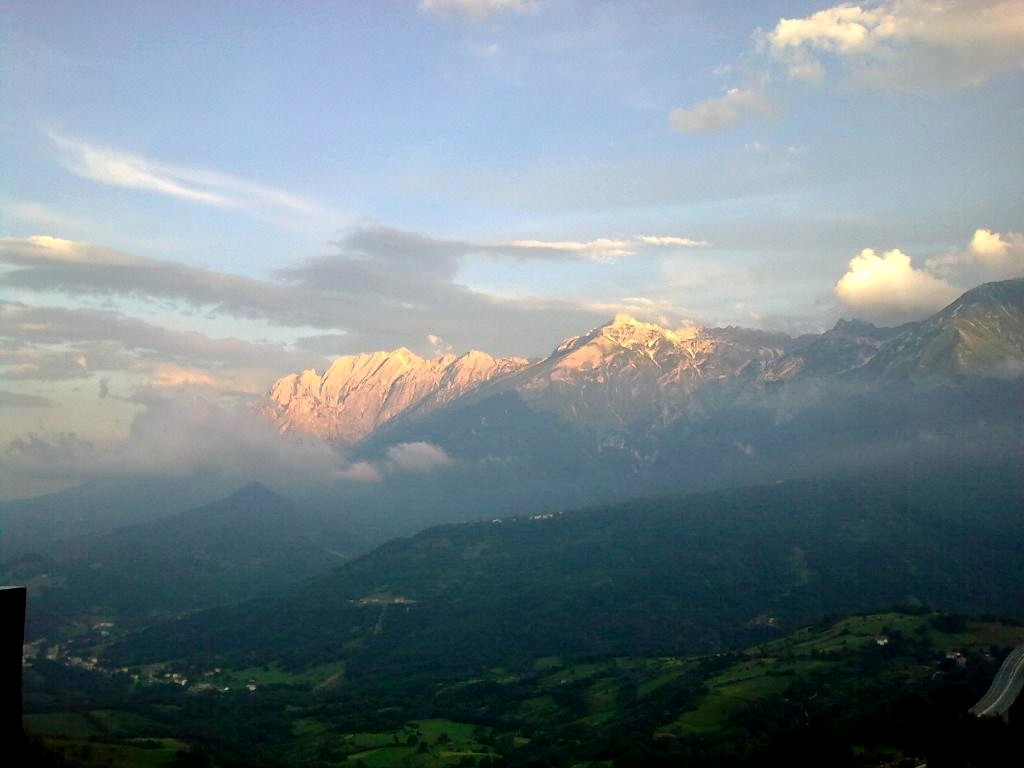
Parte nord del Monte Camicia, soprannominata l'Eiger dell'Appennino

### Alpinismo
La prima scalata documentata al Corno Grande fu compiuta il 19 agosto 1573 dal bolognese Francesco De Marchi, che raggiunse la Vetta Occidentale dalla Via Normale, accompagnato dal cacciatore di camosci Francesco Di Domenico, dal milanese Cesare Schiafinato, da Diomede dell'Aquila e dai portatori Simone e Giovampietro di Giulio.
«Quand'io fuoi sopra la sommità» ricorderà il De Marchi nella sua puntuale Cronaca dell'ascensione «mirand'all'intorno, pareva che io fussi in aria, perché tutti gli altissimi Monti che gli sono appresso erano molto più bassi di questo» (Francesco De Marchi, Il Corno Monte, 1573). De Marchi riferì che la cima era stata già raggiunta in precedenza da alcuni cacciatori di camosci, fra cui proprio il Francesco Di Domenico, che per questo fu scelto come guida e che è stato, di fatto, la prima guida di montagna italiana.
Il 30 luglio 1794 il teramano Orazio Delfico realizzò la prima scalata della Vetta Orientale (2903 m). Delfico era convinto di essere il primo ad aver raggiunto la cima, ed in un certo senso lo era perché, pur essendo la montagna scalata unica (il Corno Grande), la vetta raggiunta era differente. Tra l'altro, Delfico, che, giunto sulla cima, misurò l'altezza della montagna (stimandola in 9577 "piedi parigini" m s.l.m.), effettuò anche una delle prime misurazioni di altezze di montagne mai fatte in Italia (in precedenza erano stati misurati soltanto il Vesuvio, l'Etna ed il Monte Legnone).
La prima salita invernale al Corno Grande fu compiuta dai figli dello statista Quintino Sella: Corradino e Gaudenzio, nel gennaio del 1880. Tra le guide vi era Giovanni Acitelli, che successivamente aprirà numerose vie, come il Moriggia-Acitelli proprio sul Corno Grande. Con il diffondersi dell'alpinismo "alla moda", di fine Ottocento, questi monti conobbero frequentazioni sempre più assidue; i montanari locali venivano reclutati «per Lire 2 a Lire 5» ma, durante l'inverno, avevano «la massima paura e sconoscenza della neve». L'alpinista più ardito avrebbe quindi trovato, in essi, «soltanto degli indicatori della via da seguire» (Enrico Abbate. Guida d'Abruzzo. 1903).
Con il primo decennio del XX secolo, la moda dei signori che, dalle città, si recavano in montagna per compiere escursioni guidati da montanari del posto tramontò. Nel 1931 Domenico e Dario d'Armi scalarono la Vetta Orientale dalla cresta nord. Nel 1934 Bruno Marsili e Antonio Panza superano la parete nord del Monte Camicia, soprannominato "l'Eiger dell'Appennino".
Alla fine degli anni 1970, il romano Pierluigi Bini tracciò una dozzina di vie ben oltre il sesto grado classico. Oltre al Corno Grande e al Corno Piccolo sono presenti numerosi itinerari di ascensioni alle altre vette del massiccio sia di tipo escursionistico che alpinistico (Monte Portella, Monte Aquila, Monte Scindarella, Monte San Franco, Pizzo Cefalone, Monte Corvo, Pizzo d'Intermesoli, Monte Brancastello, Monte Prena, Monte Camicia). Sono inoltre presenti diverse vie ferrate (Ricci, Bafile, Danesi, Ventricini, Centenario, Brizio), quasi tutte ristrutturate nel 2017.
- Via direttissima del Corno Grande
- Sentiero del Centenario
- Via ferrata Brizio
- Via ferrata Ricci
- Via ferrata al Bivacco Bafile
- Via ferrata Danesi
- Via ferrata Ventricini

### Escursionismo
Il Gran Sasso offre notevoli possibilità di escursionismo a piedi. Tra tutte le più suggestive sono le traversate da Campo Imperatore al Lago di Provvidenza attraverso la Valle di Chiarino, da Campo Imperatore a Prati di Tivo/Pietracamela passando tra Corno Grande e Corno Piccolo attraverso il Rifugio Carlo Franchetti e il Vallone delle Cornacchie, oppure attraverso la Val Maone, da Campo Imperatore a Prato Selva attraverso la valle del Venacquaro, il Sentiero del Centenario e l'anello di Campo Pericoli. Di rilevanza storica e religiosa è la traversata da Assergi a Isola del Gran Sasso attraverso Vado di Corno fino al santuario di San Gabriele dell'Addolorata che unisce il versante aquilano con quello teramano. In località Fonte Cerreto nel 2016 è stato aperto al pubblico un parco avventura, il Gran Sasso Adventure Park; un altro parco avventura è presente a Prati di Tivo.

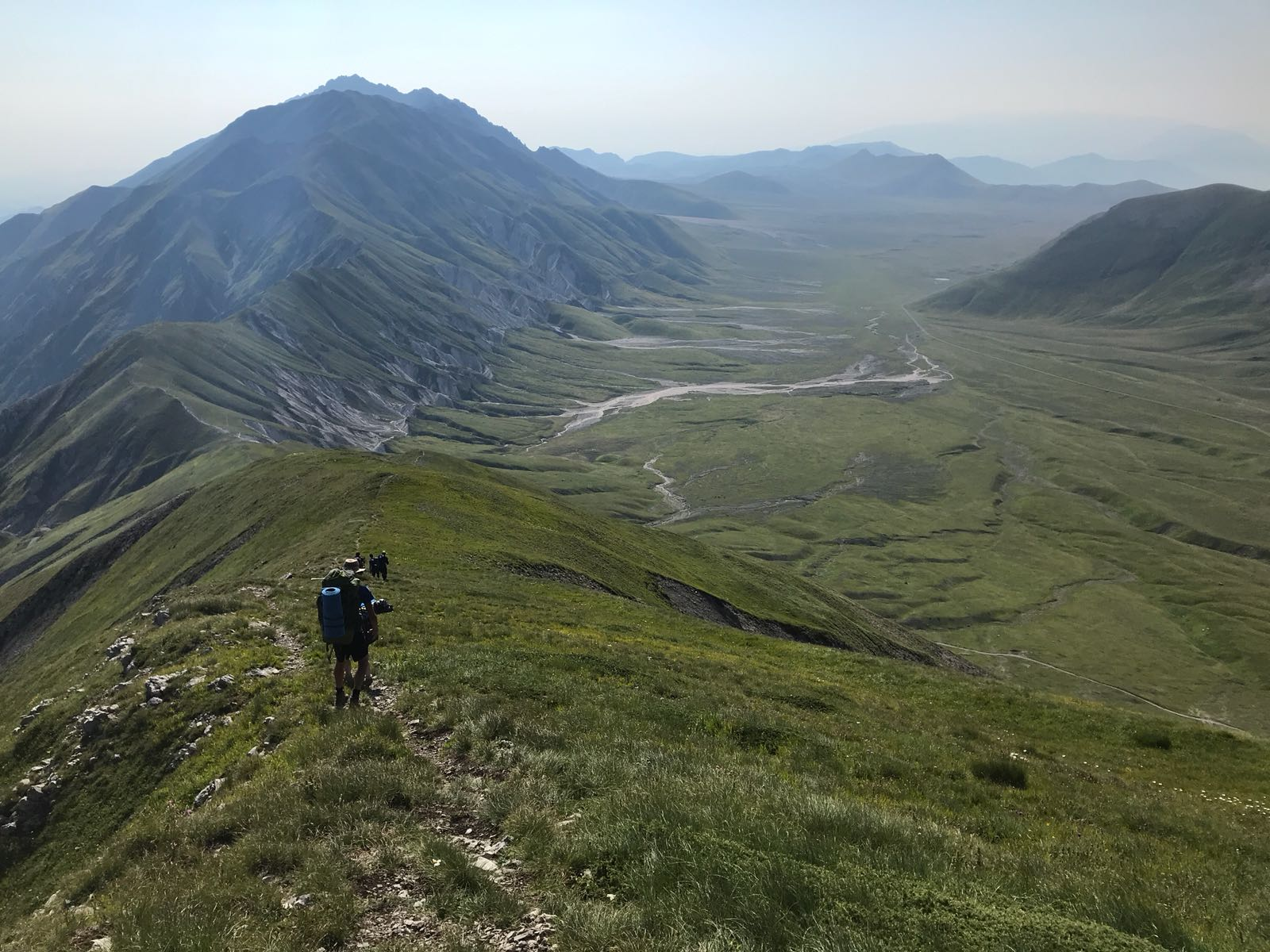
Campo Imperatore da Monte Aquila

#### Ippovia del Gran Sasso
L'ippovia del Gran Sasso è un lungo itinerario escursionistico ad anello intorno al massiccio, interamente compreso nel parco nazionale del Gran Sasso e Monti della Laga, adatto per essere percorso a tappe a piedi, a cavallo o in mountain bike.

#### Marcia dei Tre Prati
La Marcia dei Tre Prati è una passeggiata ecologica non competitiva che si svolge lungo un percorso di 15 km congiungendo i Prati di Tivo e i Prati di Intermesoli, nel comune di Pietracamela, a Prato Selva, nel comune di Fano Adriano. La prima edizione si svolse nel 1975 per iniziativa di Aldo Possenti, presidente della sezione teramana del Club Alpino, e di Vincenzo Di Benedetto, imprenditore in Fano Adriano. L'edizione 1977 vide la partecipazione di oltre mille persone. Dopo un periodo di sospensione la Marcia dei Tre Prati è stata riproposta nel 2006 (Prati di Tivo, domenica 23 luglio), per iniziativa delle Sezioni del Club Alpino Italiano di Teramo e Isola del Gran Sasso d'Italia con la partecipazione della Sezione Alpini di Teramo e dei Medici del 118.

#### Rifugi e ostelli

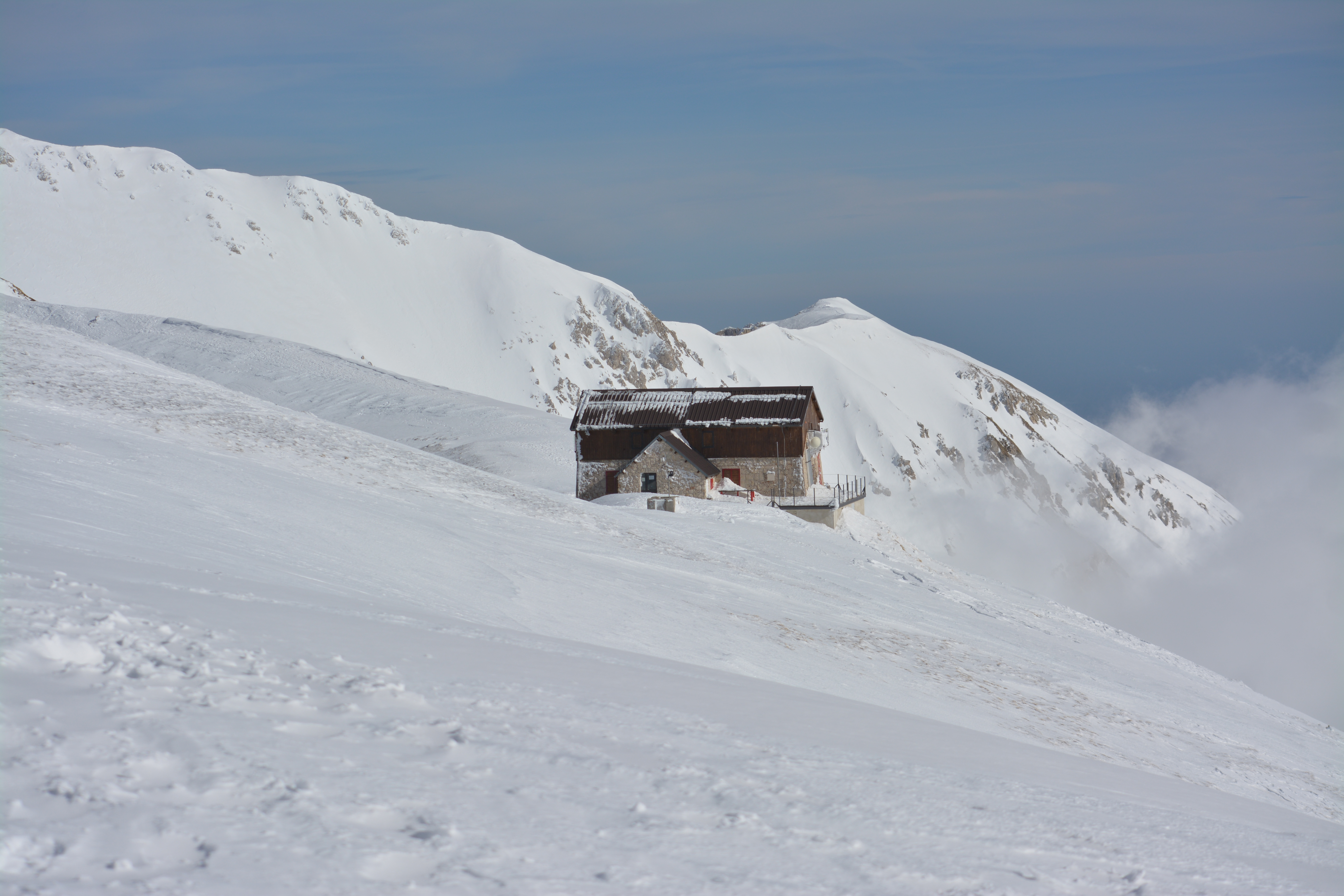
Rifugio Duca degli Abruzzi

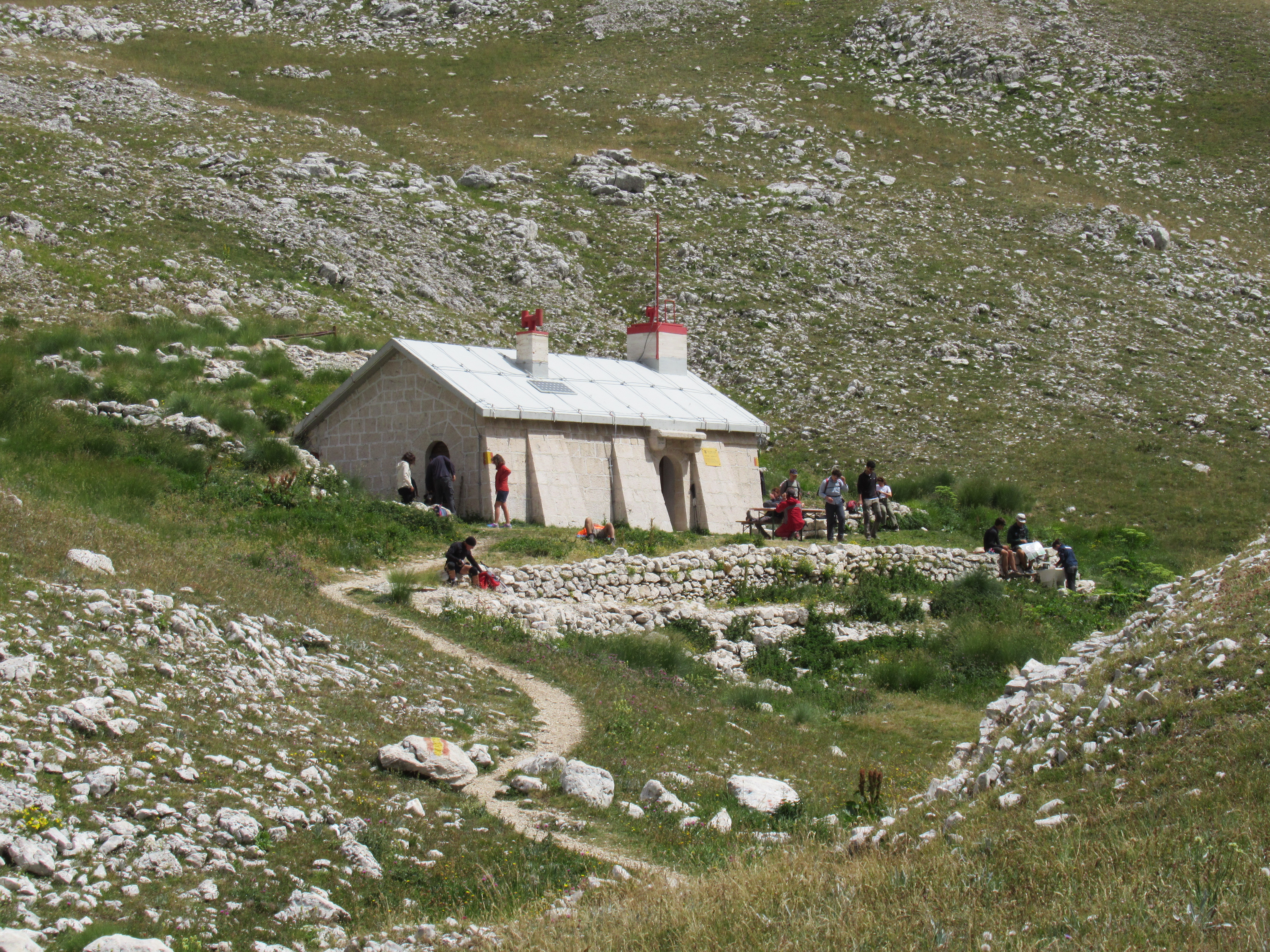
Rifugio Giuseppe Garibaldi

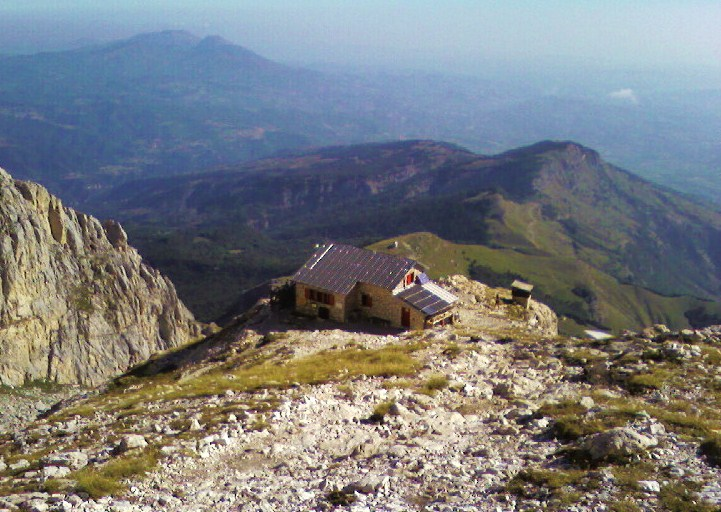
Rifugio Carlo Franchetti

- Ostello Campo Imperatore (2130 m): si trova nel territorio del comune dell'Aquila:  situato accanto alla stazione di monte della funivia del Gran Sasso, è composto dai locali della stazione di monte dell'antica funivia; vi è un museo.
- Rifugio Carlo Franchetti (2433 m): si trova nel territorio del Comune di Pietracamela, gestito da Luca Mazzoleni, di proprietà del C.A.I. sezione di Roma, è situato al centro del Vallone delle Cornacchie, incuneato tra il Corno Grande ed il Corno Piccolo; inaugurato nel 1960 dal CAI è il rifugio più alto del Gran Sasso ed è dotato di 23 posti letto (un locale invernale con 4 posti letto è sempre aperto).
- Rifugio Duca degli Abruzzi (2388 m): si trova nel territorio del Comune dell'Aquila. gestito da Luigi D'Ignazio e Carlotta Bonci, di proprietà del CAI, è situato sulla cresta tra Sella Monte Aquila e Monte Portella ed è dotato di 20 posti letto (un locale invernale con 3 posti letto è sempre aperto).
- Rifugio Giuseppe Garibaldi (2231 m): non gestito. Si trova nel territorio del Comune di Pietracamela (TE), situato a Campo Pericoli ed è stato il primo rifugio costruito nel Gran Sasso, nel 1886. È sempre aperto per le situazioni d'emergenza e d'inverno è spesso completamente coperto dalla neve.
- Bivacco Andrea Bafile (2669 m). Costruito nel 1966 dal CAI, nel 2024 era stato dichiarato inagibile e poi rimosso ed era situato sulla cresta sud-est della Vetta Centrale del Corno Grande.  Si trovava nel territorio del Comune di Isola del Gran Sasso d'Italia (TE).
- Rifugio Domenico Fioretti (1500 m): gestito da Domenico Picco, di proprietà dell'Amministrazione dei beni separati di Arischia. È situato nella Val Chiarino, all'Aquila alle pendici di Monte Corvo.
- Rifugio Antonella Panepucci Alessandri (1700 m). È situato sul versante nord del Monte San Franco, nel territorio del comune di Pizzoli.
- Rifugio del Monte (1614 m): gestito da Arnaldo Di Crescenzo, di proprietà del Comune di Fano Adriano. È situato nella Valle del Fosso del Monte alle pendici nord di Monte Corvo. È dotato di 18 posti letto.
- Rifugio Miramonti Prati di Tivo (1460 m), situato alle pendici del Gran Sasso d'Italia, Corno Piccolo nel territorio del comune di Pietracamela.
- Rifugio San Nicola (1650 m), situato nel versante teramano, sotto il "Paretone" del Corno Grande, sopra Casale San Nicola, nel territorio del comune di Isola del Gran Sasso[14].
- Rifugio Nicola D'Arcangelo (1665 m): situato sul versante nord del Vado di Corno (località Vaduccio) nel territorio del comune di Isola del Gran Sasso.
- Rifugio Fontari (1940 m): gestito da una società, di proprietà del consorzio "il Gran Sasso" (che gestisce gli impianti), è situato sopra le Fontari, nel territorio del Comune dell'Aquila.
- Rifugio Fonte Vetica (1632 m) (forestale): situato presso l'omonima fonte, possiede un locale sempre aperto per le emergenze, nel territorio del comune di Castel del Monte.
- Rifugio Racollo (1532 m): nella parte meridionale occidentale di Campo Imperatore nei pressi del Piano Racollo;
- Ostello Il Faro Verde (850 m): domina l'Alta Valle del Castellano ed è situato in Località Basto.

### Sci

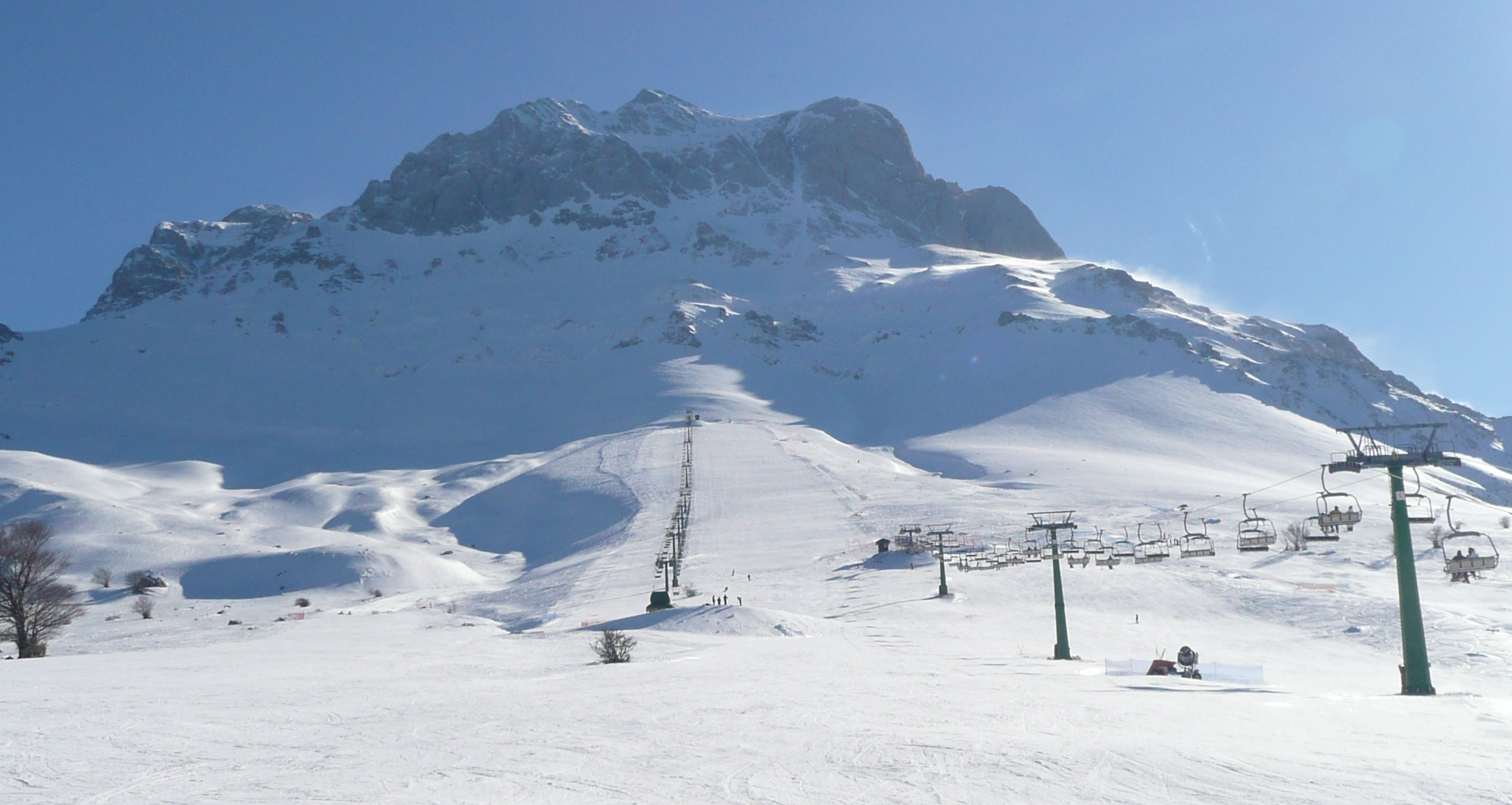
Prati di Tivo d'inverno, sotto il Corno Piccolo

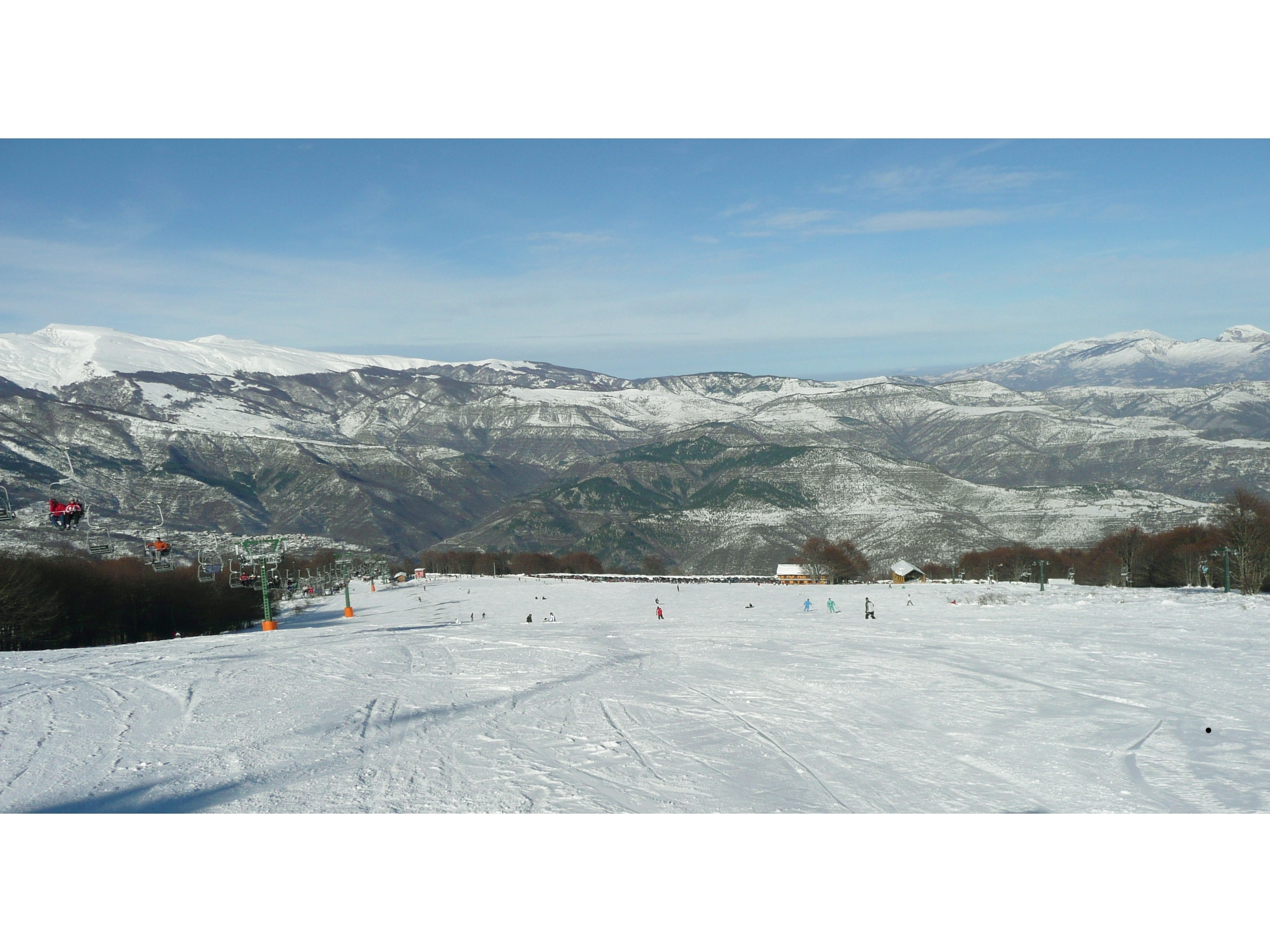
Prato Selva, vista sui Monti della Laga e Monti Sibillini

#### Sci alpino
Sul Gran Sasso vi sono 5 stazioni sciistiche dotate di impianti di risalita per poter praticare lo sci da discesa (o sci alpino), di cui 3 sul versante aquilano, le altre due su quello teramano:
- Campo Imperatore (AQ), con 15 km di piste per lo sci alpino.
- Montecristo (AQ) (l'ultima apertura risale al 2000).
- Fossa Paganica (AQ) (chiusi).
- Prati di Tivo (TE).
- Prato Selva (TE).

Esistono progetti per unire in comprensorio le tre stazioni sciistiche sul versante aquilano. Altra località turistica nota è Rigopiano.

#### Sci nordico
Lungo la piana di Campo Imperatore, in particolare nella parte meridionale di Fonte Vetica (venendo da Castel del Monte) e ai Prati di Tivo, è possibile praticare lo sci escursionismo e lo sci di fondo con decine di km di percorsi.

#### Sci alpinismo
Oltre ad offrire la possibilità di praticare discipline sciistiche tradizionali, l'intero massiccio del Gran Sasso è rinomato per le sue fuoripista e i suoi itinerari di scialpinismo, tra cui Monte Aquila, Passo Portella, l'attraversata alta e bassa, Fossa Paganica.

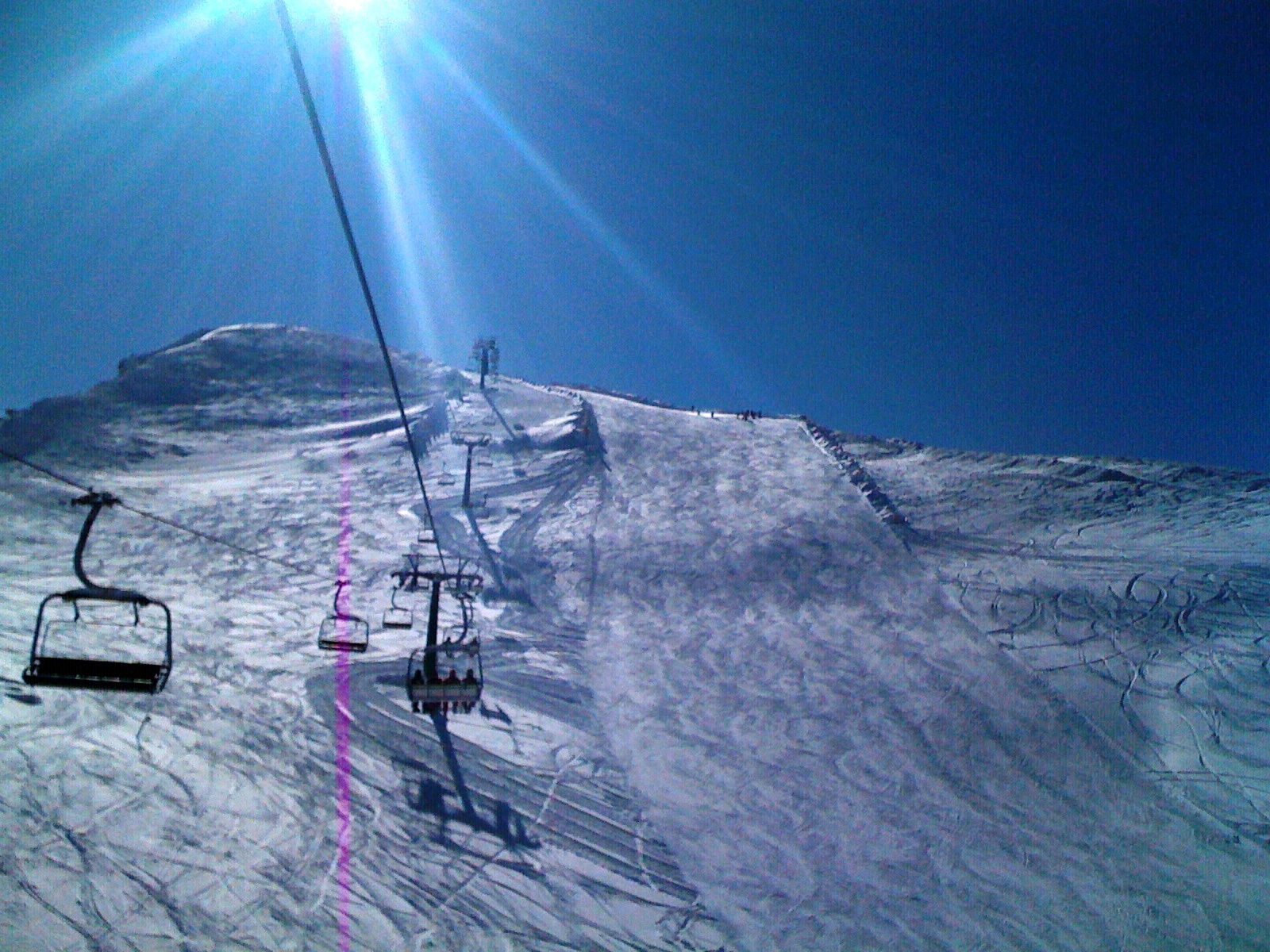
Monte Scindarella, luogo del freeride

- Valle Fredda: offre un'ampia panoramica del paesaggio verso occidente; vi sono tre canalini e una discesa larga, si passa accanto Fossa Paganica per poi terminare sulla S.S.17 bis Fonte Cerreto-Monte Cristo. Si parte dalla stazione di monte della seggiovia Scindarella, si prosegue camminando fino alla vetta del Monte Scindarella e si scende a occidente. In primavera vi cadono molte valanghe.
- Topparamine (il nome ha molte varianti): fuoripista ripidissima e stretta, con frequente caduta di valanghe; è presente un salto di circa 9 metri. Si scende verso occidente, in un canalino parallelo a valle Fredda. Imboccandolo, si può prendere per errore un canalino che finisce a strapiombo. È una fuoripista molto impegnativa.
- Lo "Schioppatore": fuoripista ripidissima. Vi sono due canalini di pendenza elevatissima (quasi perpendicolari) e una discesa ripida e larga. La neve è spesso ghiacciata. Offre un'ampia panoramica di Monte Prena e, in parte, del Monte Aquila. La discesa termina circa 200 metri a valle della seggiovia Scindarella. Si parte dalla stazione di monte della seggiovia Scindarella, si prosegue camminando fino alla vetta del Monte Scindarella e si scende a oriente.
- I tre valloni: famosa fuori pista. L'itinerario è il canalone ubicato sotto la funivia del Gran Sasso. Vi si accede dallo "Scontrone", dall'"Uccellaccio", dal rifugio Duca degli Abruzzi o dalla stazione di monte della funivia. Panorama ad occidente, specialmente al tramonto.

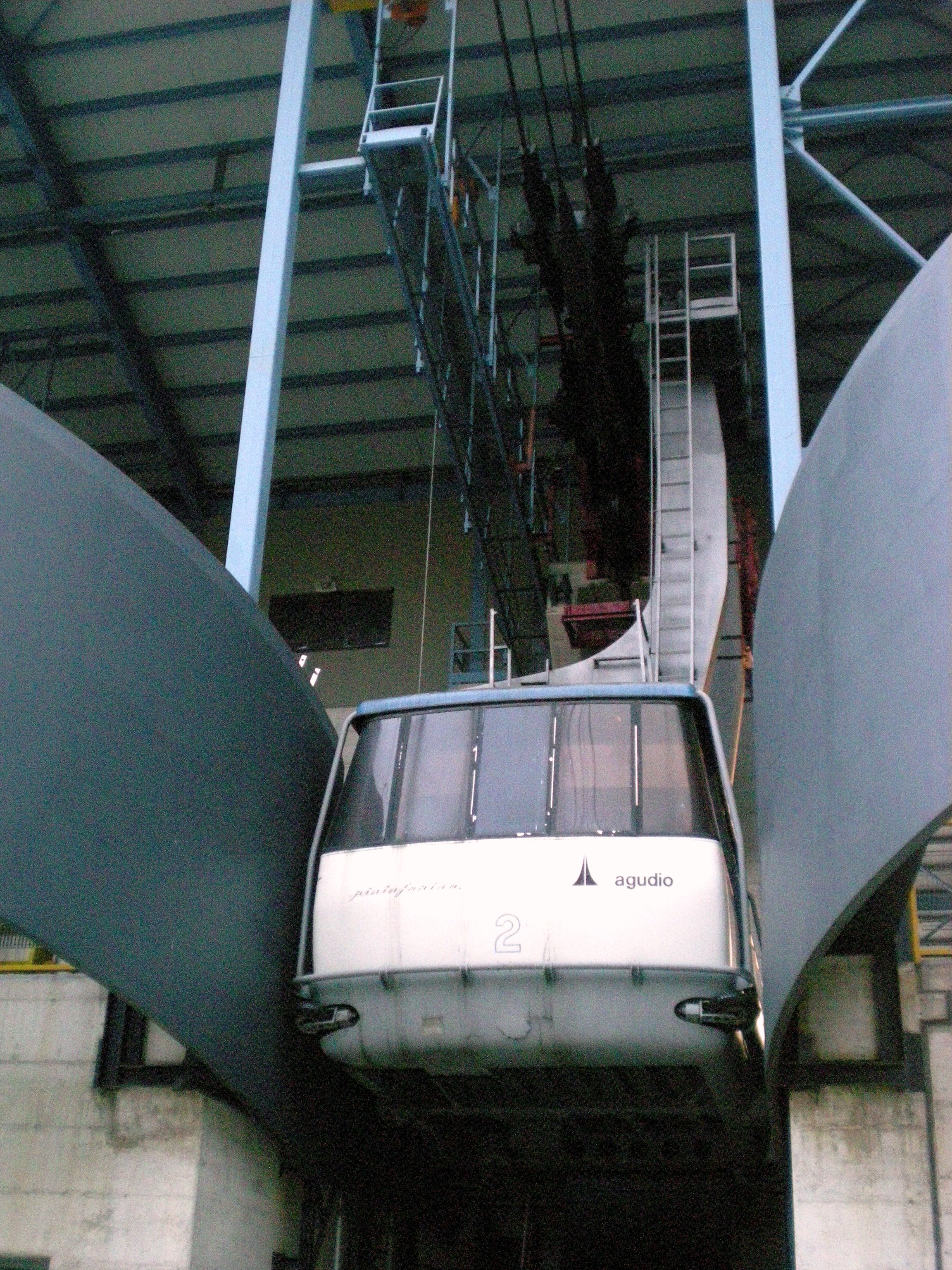
La Funivia del Gran Sasso

- Monte Aquila: si può scendere sia verso il Teramano che verso l'Aquilano. Comunemente vi è neve fino a giugno. Si sale sul monte o seguendo la passeggiata "Botanica" oppure con le pelli di foca.
- Passo Portella: ha molte varianti; si scende lungo il canalone verso Fonte Cerreto. Vi cadono spesso delle valanghe.
- Traversata bassa: si scende verso il Teramano o dal Duca degli Abruzzi verso Val Maone.
- Traversata alta: consiste nel salire il Corno Grande per la direttissima e discendere sciando sul Ghiacciaio del Calderone.
- Altre: Uccellaccio e Dentone sono fuoripista piccole al termine delle quali si riprendono gli impianti. Una parte del Dentone veniva utilizzata come pista agonistica.

### Ciclismo

#### Ciclismo su strada

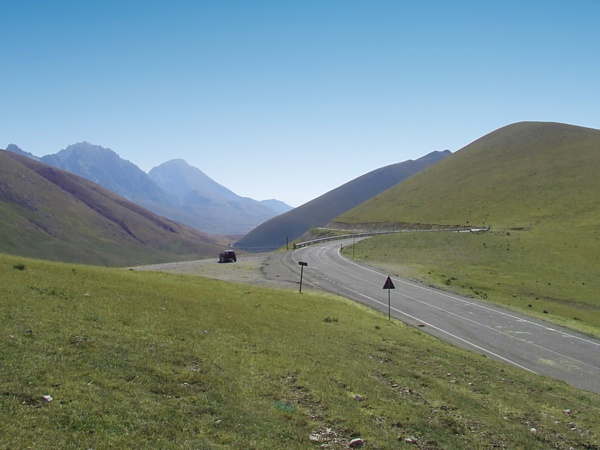
La salita da Assergi-Fonte Cerreto, nei pressi di Montecristo-Fossa di Paganica

Il Gran Sasso è meta di numerosi ciclisti e cicloturisti provenienti da tutta Italia. Le località più frequentate sono Prati di Tivo (quota 1500 m) nel versante teramano, una suggestiva scalata lunga 15 km per un dislivello di 1000 metri su un percorso ricco di tornanti, la Strada maestra del Parco e la piana di Campo Imperatore (quota 2100 m), nel versante aquilano. È stato più volte arrivo di tappa del Giro d'Italia:
| Edizione         | Tappa | Percorso                         | km    | Vincitore di tappa   |
| ---------------- | ----- | -------------------------------- | ----- | -------------------- |
| 1971 (25 maggio) | 5ª    | Pescasseroli > Campo Imperatore  | 198,0 | Vicente López Carril |
| 1975 (19 maggio) | 3ª    | Ancona > Prati di Tivo           | 175,0 | Giovanni Battaglin   |
| 1985 (31 maggio) | 14ª   | Frosinone > Campo Imperatore     | 195,0 | Franco Chioccioli    |
| 1989 (28 maggio) | 8ª    | Roma > Campo Imperatore          | 179,0 | John Carlsen         |
| 1999 (22 maggio) | 8ª    | Pescara > Campo Imperatore       | 253,0 | Marco Pantani        |
| 2018 (13 maggio) | 9ª    | Pesco Sannita > Campo Imperatore | 225,0 | Simon Yates          |
| 2023 (12 maggio) | 7ª    | Capua > Campo Imperatore         | 218,0 | Davide Bais          |

In estate si svolge la Gran Fondo "Giro intorno al Gran Sasso d'Italia", con partenza e arrivo a Montorio al Vomano. Giunta alla 15ª edizione, nel 2008 si è svolta domenica 20 luglio.

#### Ciclismo in mountain bike
Numerosi percorsi consentono di poter pedalare in mountain bike alle falde del Gran Sasso. Il parco nazionale del Gran Sasso e Monti della Laga sta completando la sistemazione di 320 km di ippovia, chiamata Ippovia del Gran Sasso adatta per andare a cavallo, in mountain bike e a piedi.

## Galleria d'immagini

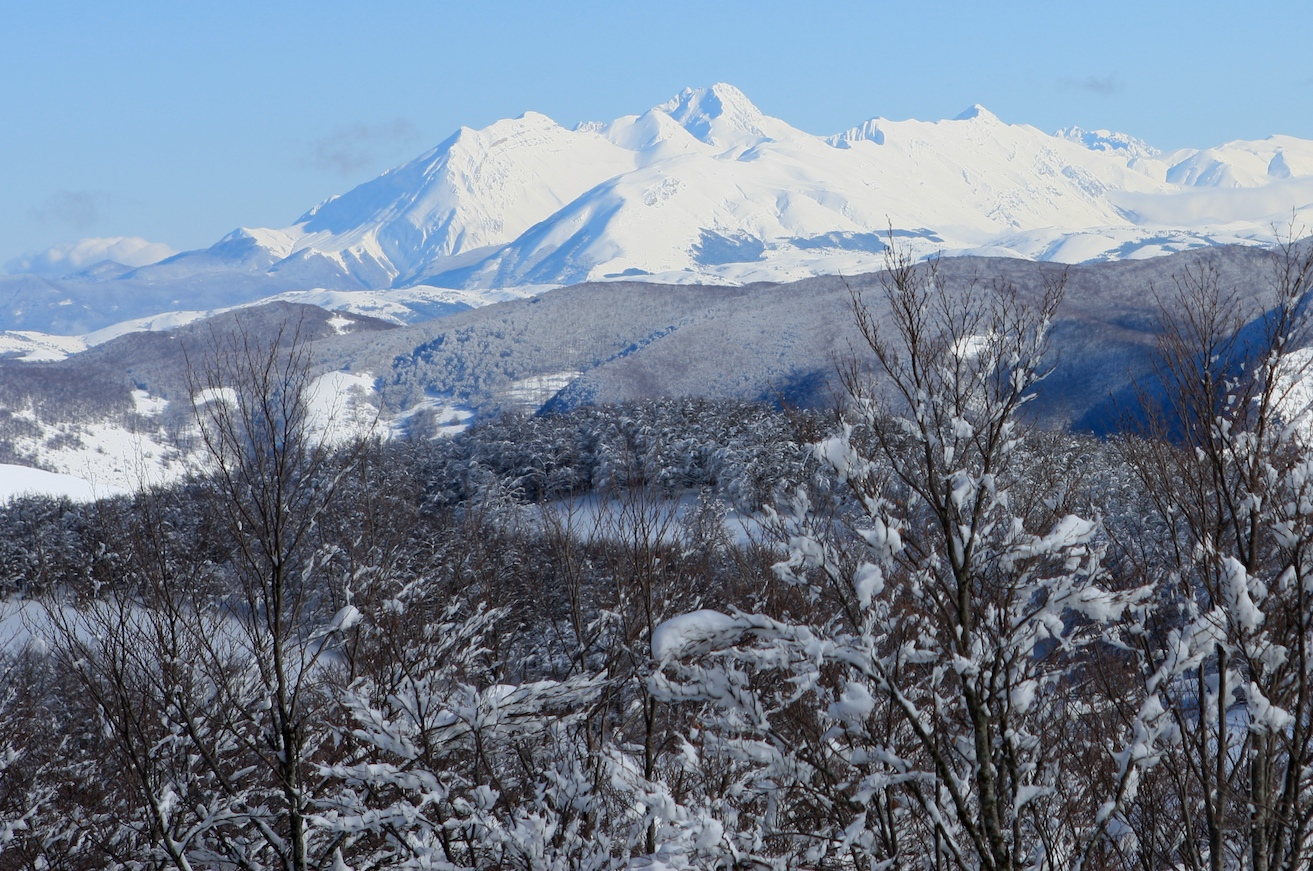
Il Gran Sasso d'inverno visto dal Terminillo
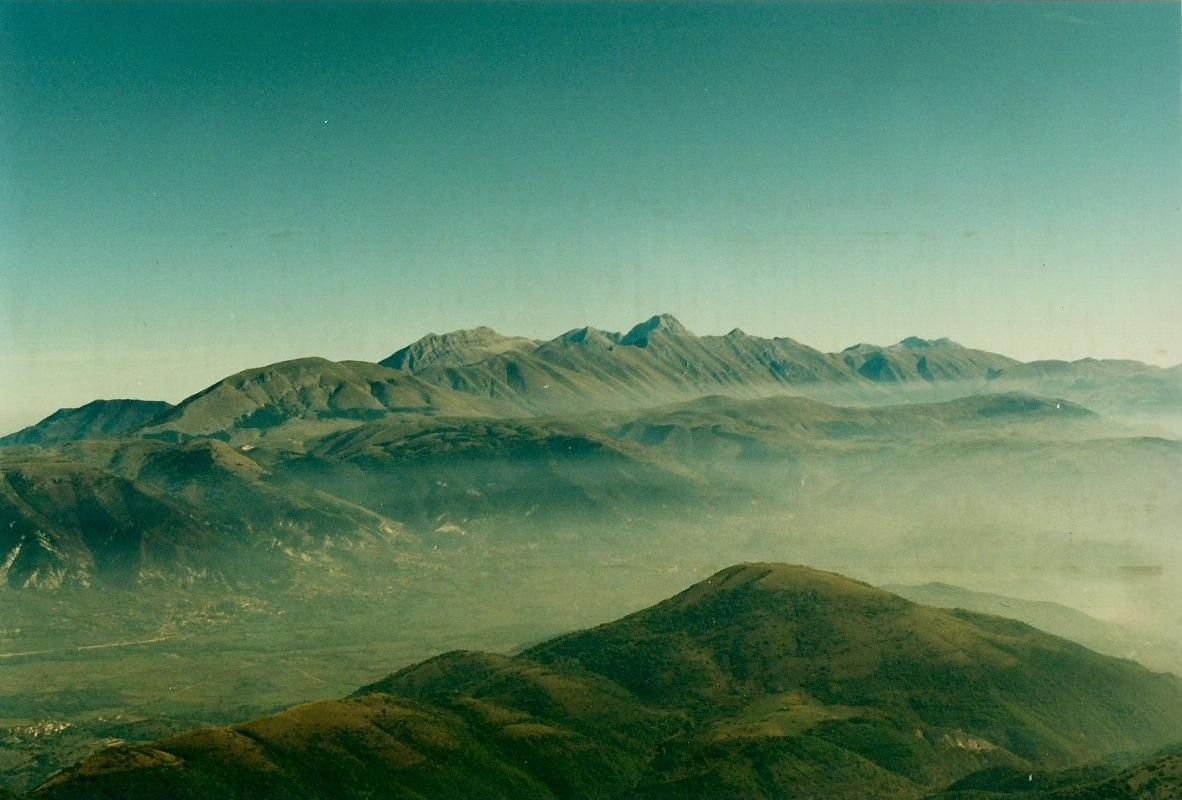
Versante aquilano del massiccio da Monte Calvo
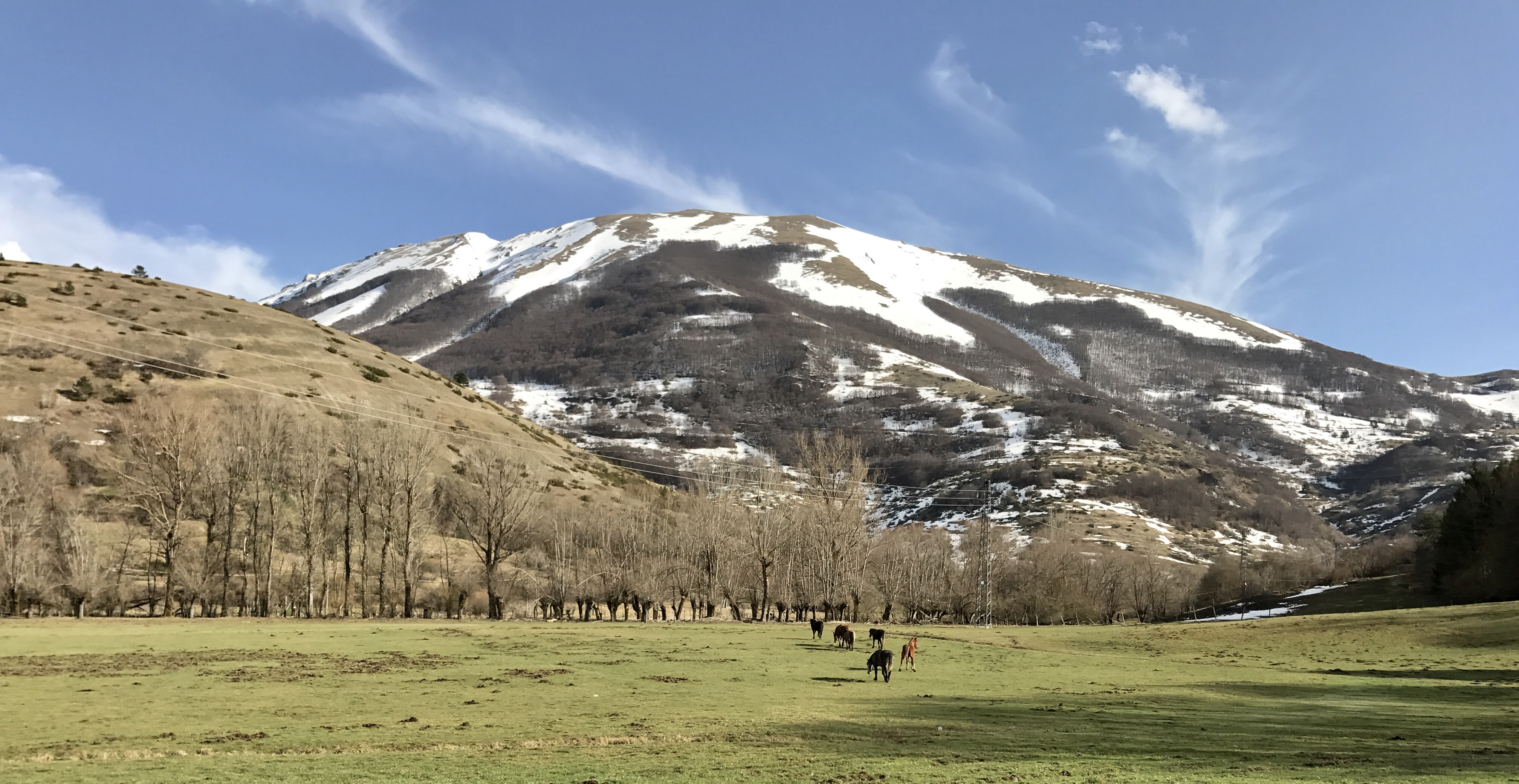
Monte San Franco
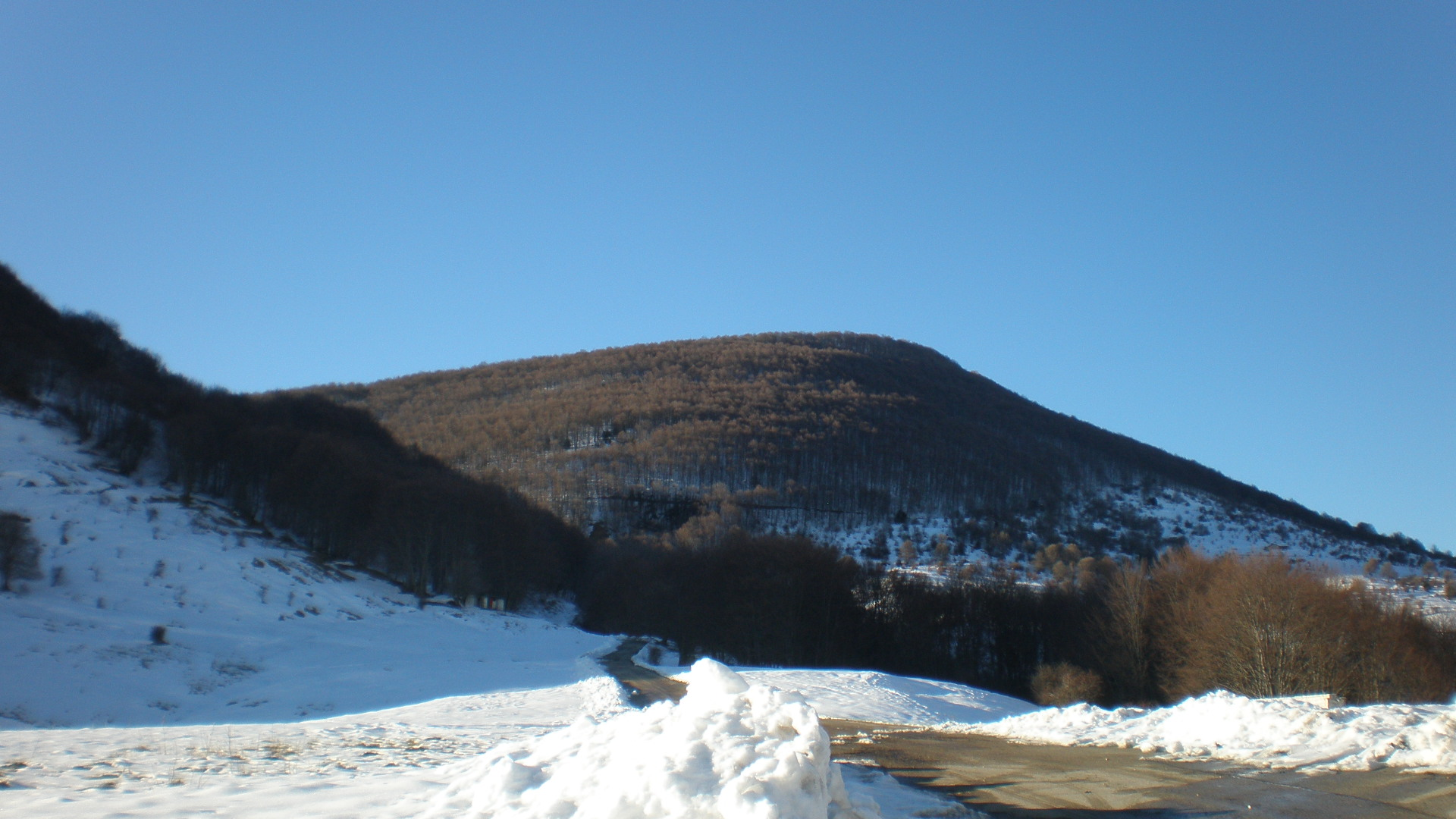
Cima della Cioccola
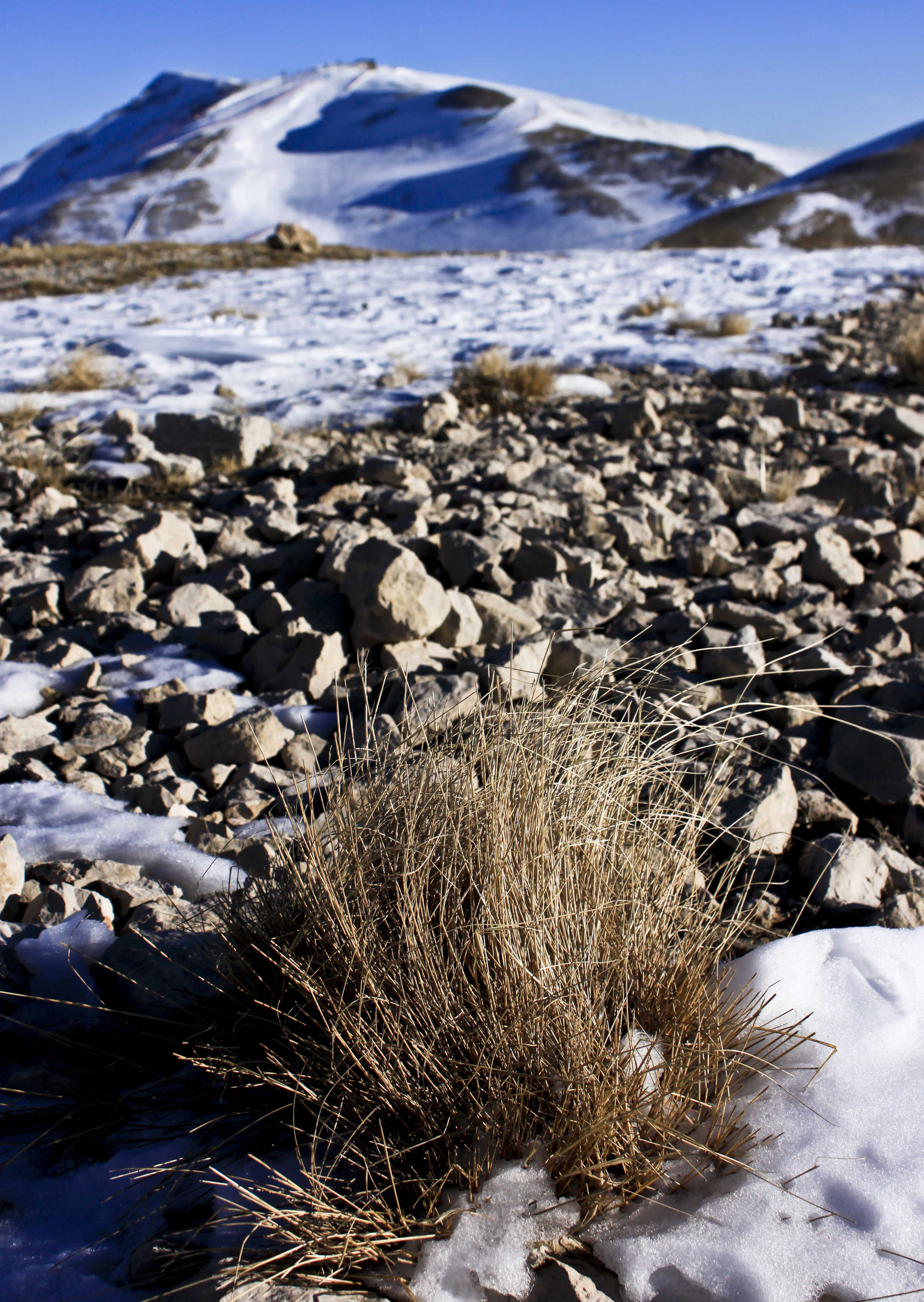
Monte Scindarella
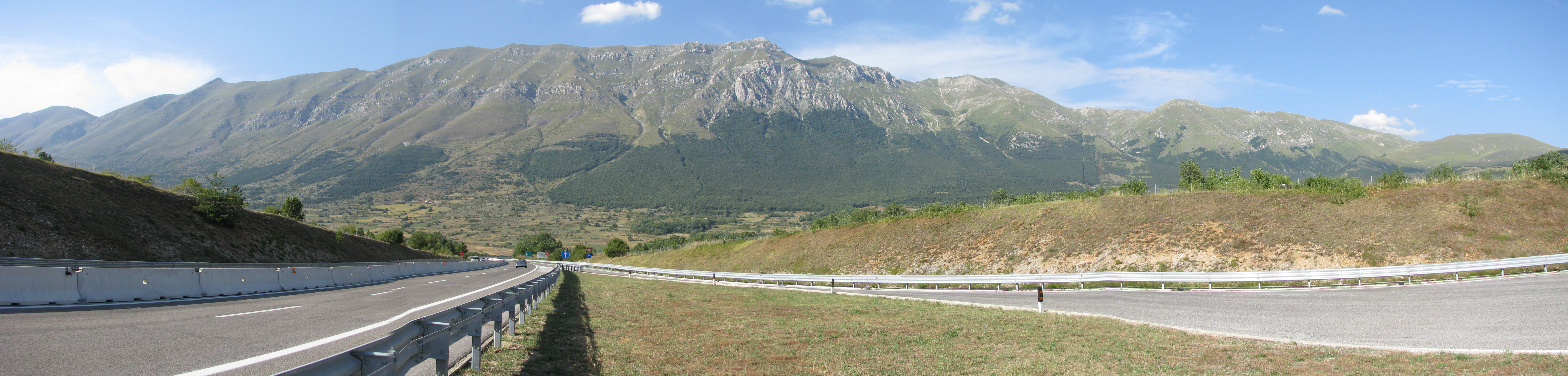
Vista del versante aquilano nei pressi di Assergi e del Traforo del Gran Sasso
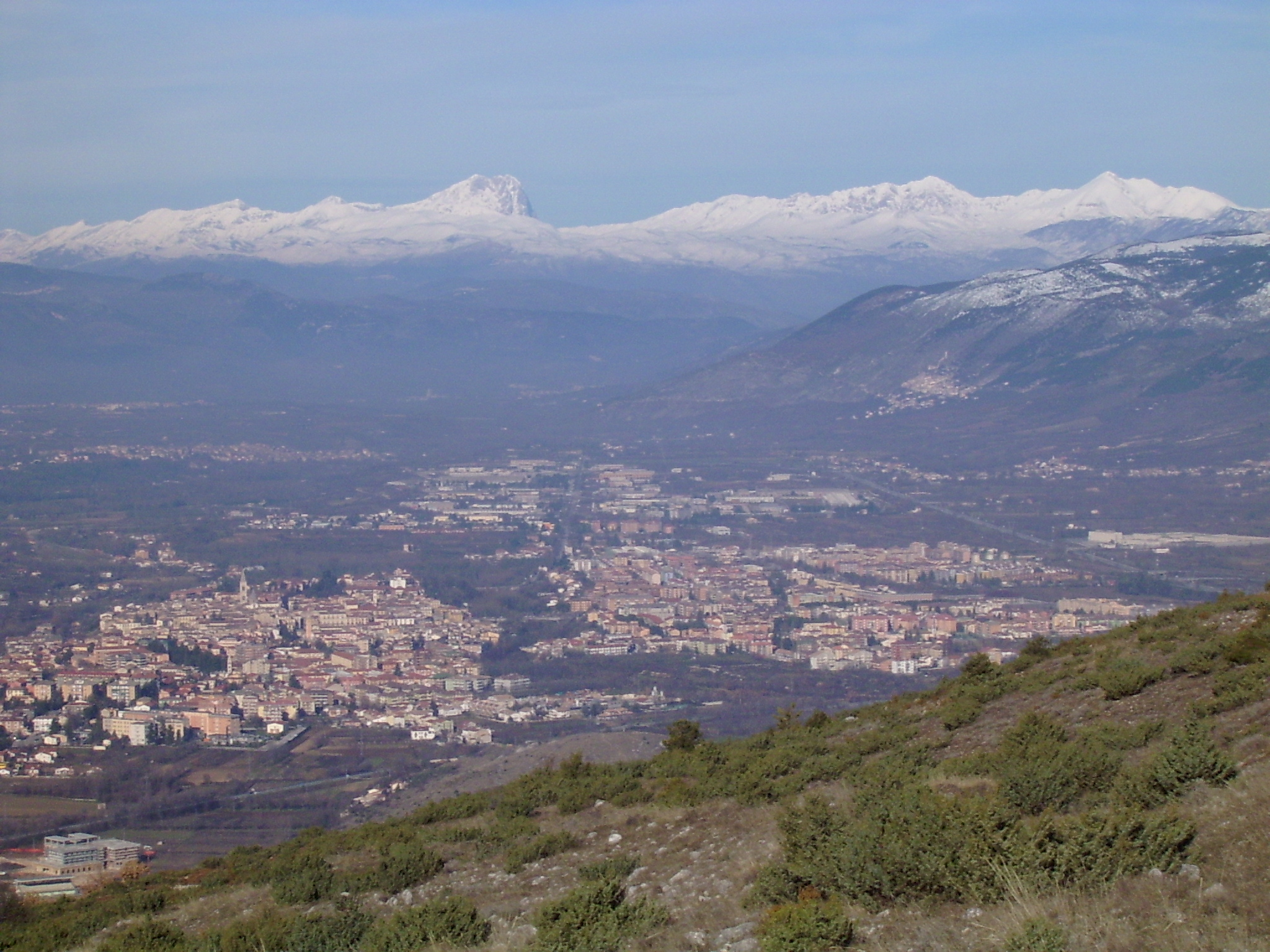
Il Gran Sasso dalla Conca Peligna